# Peinture de la Grèce antique
Sauf précision contraire, les dates de cet article sont sous-entendues « avant l'ère commune » (AEC), c'est-à-dire « avant Jésus-Christ ».

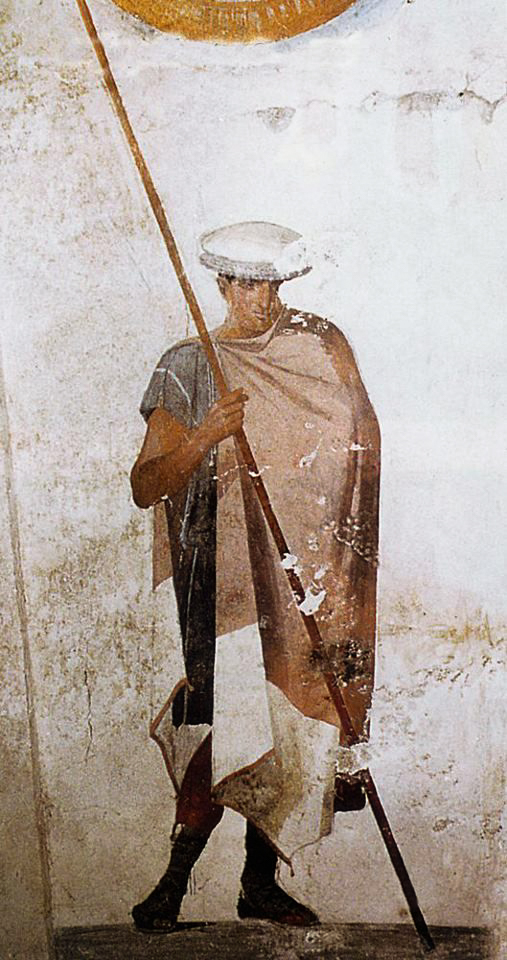
Le jeune porteur de sarisse. Gardien de la tombe macédonienne III d'Ágios Athanásios, Thessalonique. Peinture hellénistique, fin – début siècle avant l'ère commune. Mur peint. Technique de la peinture sur panneau de bois.

La peinture de la Grèce antique couvre toute la période de la Grèce antique, depuis l'âge du bronze, puis les époques archaïque, classique et hellénistique. Sur cette longue durée, du XIIIe au Ier siècle avant l'ère commune, elle s'est métamorphosée sous toutes les formes qu'elle a prises, qu'il s'agisse de la peinture sur céramique — qui demeure la partie la mieux conservée de cette pratique artistique — sur panneaux ou murale et parfois sur stèles. La peinture grecque n'est donc pas confinée au support bi-dimensionnel, puisque l'essentiel se trouve sur des céramiques, avec, pour chacune, un volume  particulier sur lequel la peinture s'inscrit et avec des petits reliefs qui, parfois, la complètent. 
Les peintures hellénistiques que l'on ne cesse de découvrir dans les tombes de l'élite, en Grèce du Nord, révèlent des artistes de premier plan qui maîtrisaient la représentation des volumes et de la lumière par le clair-obscur et l'illusion de la  perspective.
Les traces de peinture subsistant sur les sculptures et les décors architecturaux permettent de se représenter, avec les techniques actuelles, l'effet de la peinture sur les volumes dans l'Antiquité. Mais cette approche est encore expérimentale, sur quelques exemplaires étudiés en laboratoire.
Cette étude implique l’histoire anthropologique, esthétique, sociale et religieuse du monde grec antique.

## Généralités

### Des supports variés: le mur, le panneau, la céramique et la sculpture
La peinture, sur panneaux et murale, était considérée, par les Grecs eux-mêmes, comme « l'essence même du beau et le fond de l'art ». La Pinacothèque, lorsque l'on arrivait sur l'Acropole d'Athènes, à gauche, après avoir franchi les Propylées, avait été érigée au milieu du Ve siècle pour en exposer plusieurs chefs-d'œuvre , plus précisément une galerie de tableaux, où les panneaux peints étaient accrochés au-dessus d'un lambris d'appui. Ils faisaient l'admiration de tous ceux qui se plaisaient à s'y attarder, tout au long de l'Antiquité, en particulier Pausanias, auteur latin d'un récit de voyage en Grèce resté célèbre par les descriptions détaillées de certains tableaux dont on a conservé le souvenir grâce à lui. Sur l'Agora, la Stoa Poikilè - aussi « Pœcile » dans la traduction de Pausanias - présentait plusieurs grands tableaux de peinture.

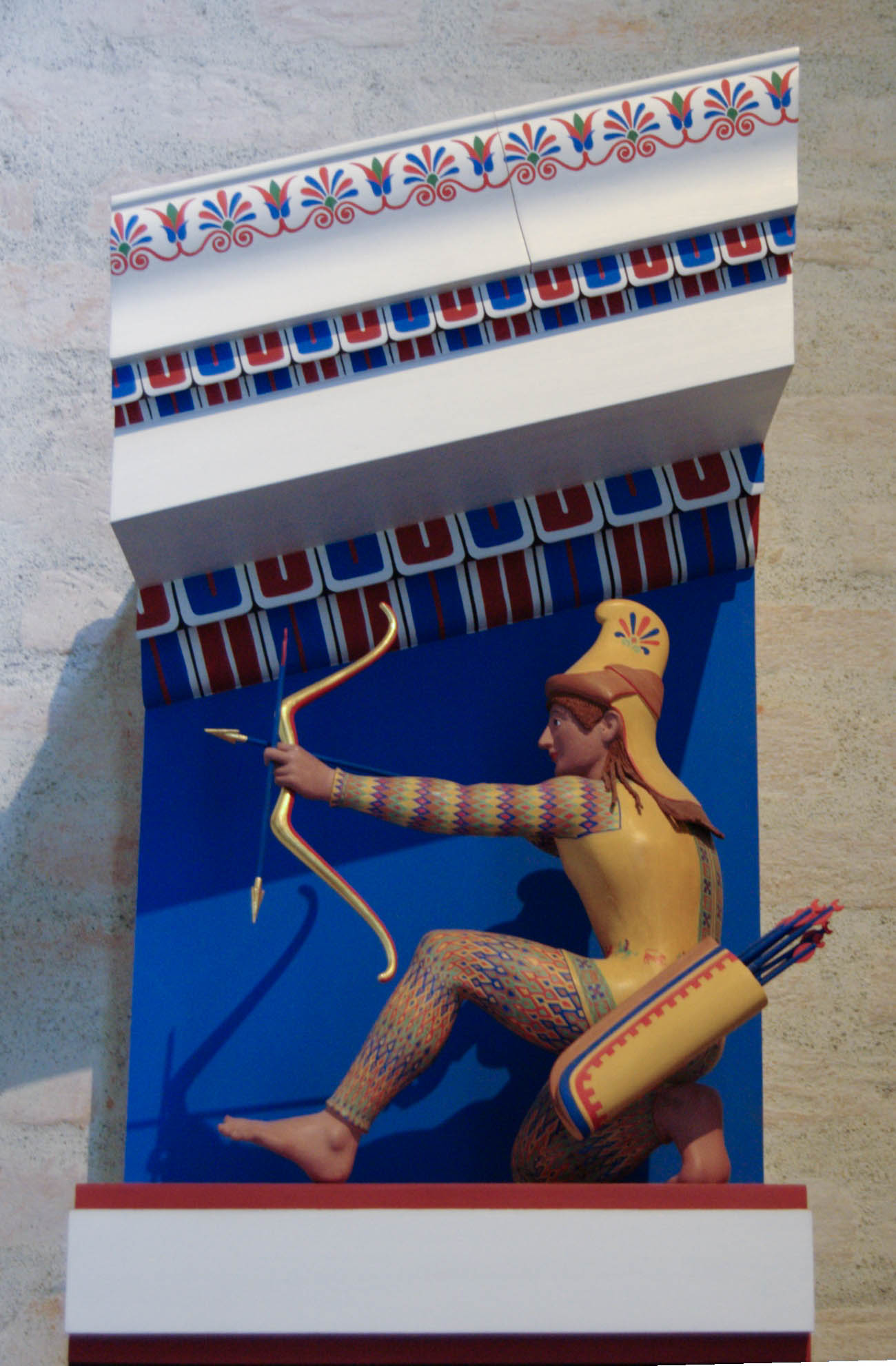
Restitution colorée d'un archer du temple d'Aphaïa à Égine, v. 500, fronton Ouest. Exposition « Bunte Götter ». Étude : Vinzenz Brinkmann. Original : Glyptothèque de Munich.

L'histoire a retenu plusieurs noms de peintres par les commentaires élogieux des grecs eux-mêmes ou des voyageurs dans l'antiquité. Les plus renommés de l'époque classique furent Polygnote (470-440), Apollodore (actif autour de 408), Zeuxis (464-398), Timanthe (fin Ve - début IVe siècle), Protogène et Apelle (tous deux de la seconde moitié du IVe siècle). Les textes grecs et latins qui évoquent la peinture antique, en particulier celle des Grecs, ont été collectés, traduits et groupés par Paul Milliet (1844-1918) puis par Adolphe Reinach (1887-1914) et publiés en français en 1921, puis réédités en 1985. Les descriptions minutieuses permettent de se représenter non seulement l'action mais aussi jusqu'à l'expression des regards, jusqu'au drapé, comment il couvre ou découvre le corps en fonction du moment dans l'image. Mais les peintures, murales et sur panneaux, sont perdues. Cependant les découvertes qui se suivent depuis 1977 et actuellement, des tombes royales et de l'élite hellénistique en Macédoine, révèlent le talent d'artistes hors pair. Ces commandes d'exception n'ayant pu être confiées qu'aux meilleurs artistes, ce serait ceux dont les noms nous ont été transmis par les textes. Mais leur signature n'apparait pas encore, en 2017. 
À cette liste il faut ajouter la liste bien plus importante des peintres sur céramique. Certains d'entre eux sont gravés sur les céramiques. Tous les autres étant identifiés par les chercheurs et on leur attribue un nom, de manière arbitraire, en rapport avec le potier, ou avec un vase remarquable la plupart du temps. Leur production pouvant être reconstruite sur des critères esthétiques. Peut-être parce que la Grèce disposait de nombreux gisements d'argile de qualité exceptionnelle, les ateliers de céramistes y ont prospéré tout au long de l'antiquité. Et en raison de sa relative pauvreté dans les autres domaines, le commerce des céramiques a été la source principale d'enrichissement pour Athènes à l'époque classique. La terre rouge de l'Attique et celle, chamois clair, de Corinthe étant particulièrement remarquables. Mais l'essentiel de la production n'était pas décorée : amphores commerciales, céramiques communes et culinaires de « consommation » quotidienne.
Les inscriptions sur les céramiques nous renseignent aussi sur le climat de franche rivalité qui régnait entre les ateliers de céramistes, et qui n'a pas d'équivalent dans le domaine, moins documenté, de la peinture murale ou sur panneau, comme en ce qui concerne la sculpture grecque antique. Par ailleurs, la langue grecque ne fait pas de distinction entre nos « artisans » et nos « artistes », il n'y a que des « tekhnitai » (« fabricants »).

#### Restitution des couleurs résiduelles
Il faut noter aussi que la peinture a été, de tous temps employée sur les sculptures. Le professeur Vinzenz Brinkmann est spécialiste de cette polychromie ancienne à l'Université de Bochum et à la Archaeology Foundation de Munich qui a monté l'exposition à succès : « Dieux en couleurs (en) », tout comme dans le décor architectural. La peinture à l'encaustique était appliquée au moins au IVe siècle sur les grandes sculptures de marbre, comme en témoignent un vase du Metropolitan Museum et le choix de Praxitèle. Au milieu du IVe siècle, la sensualité de son « Aphrodite de Cnide » devait être accentuée par la peinture, réalisée par le peintre Nicias. Celui-ci utilisait, selon Pline l'Ancien,« la technique de la circumlitio, où les effets d'ombre et de lumière étaient particulièrement travaillés ».

### La figure humaine: un motif privilégié et un héritage pour des siècles
Dans les peintures grecques comme en sculpture, le motif qui domine, et de très loin, tous les autres est la figure humaine. Le motif du corps « nu », celui de l'homme bien plus que celui de la femme, est un motif constant et récurrent tout au long de l'art grec antique. Le traitement, apparemment de plus en plus « naturaliste » du corps humain - sujet dominant des représentations figurées - se manifeste par de nombreuses séries de variations du nu dans la Grèce antique. 
C'est dans le prolongement de ces variations sur le motif du corps plus ou moins nu que l'art grec fit école et influença profondément tout l'art occidental. On en trouve un exemple dans la tentative de recomposition de tableaux disparus d'après leur description antique : c'est le cas de « La Calomnie d'Apelle » de Botticelli, à la Renaissance, en Italie. C'est aussi le cas de peintures qui s'inspirent de copies romaines, comme « Rencontre d’Hercule et Télèphe en Arcadie », qui est une copie romaine d'après un original grec. Laquelle a servi de modèle à Ingres pour la pose de Madame Moitessier assise. Après son passage dans les musées et sur les sites archéologiques de Rome, Florence, Pompéi, Herculanum et Naples, au printemps 1917, Picasso renoue avec la diversité des peintures de la Renaissance ou de l'Antiquité (par ex. "Jeunes femmes jouant aux osselets", copie romaine d'après Alexandros d'Athènes). 
Picasso s'est aussi plu à faire référence à la peinture grecque, dans un registre plus étendu, celle sur céramique et la représentation animalière. On peut prendre pour exemple les céramiques réalisées à Valauris, où l'on trouve entre 1946 et 52 un motif indéfiniment sujet à variations par les peintres de céramique grecque : la chouette, attribut d'Athéna et symbole d'Athènes.

### Pinacothèques
Beaucoup des peintures de grand format, sur panneaux ou murales, se trouvaient à l'intérieur des temples et des autres édifices publics, jusqu'à la fin du Ve siècle, puis de plus en plus dans des édifices privés. La Pinacothèque [littéralement : « dépôt de tableaux »] (milieu du Ve siècle avant l'ère commune), située  à gauche des Propylées, l'entrée monumentale à l'Acropole d'Athènes, servit à installer une galerie de tableaux, où des panneaux peints étaient accrochés au-dessus d'un lambris d'appui. Bien que Pausanias (au IIe siècle de notre ère), dans sa Description de la Grèce, y parle des images «que le temps n'avait pas effacées» il s'agit bien de tableaux, dont deux tableaux de Polygnote. La Pinacothèque était aménagée afin de pouvoir accueillir des banquets publics de 17 lits. Par ailleurs Athènes possédait un autre espace qui présentait des peintures : sur l'Agora, la Stoa Poikilè, (aussi Pœcile dans la traduction de Pausanias) un portique qui présentait plusieurs tableaux de peinture, dont une peinture réalisée par Polygnote et offerte par lui à la cité d'Athènes. D'autres collections, privées, ont vu le jour ensuite.
Parmi les peintures documentées par Pausanias, celles peintes par Polygnote à la lesché des Cnidiens, à Delphes, ont fait l'objet de nombreuses études en fonction des connaissances dont disposaient les chercheurs. Une étude récente, en 2000, par Catherine Cousin, revient sur ces peintures sous l'intitulé « Composition, espace et paysage dans les peintures de Polygnote à la lesché de Delphes ». Selon Pausanias, les tableaux, [très probablement sur bois], se trouvaient, en symétrie, l'un à gauche, l'autre à droite en entrant.
- Les vases. Aux origines de la peinture sur vase en Grèce, la richesse des ornements et des scènes peintes sur céramique, devait être extrêmement attrayante, surtout aux yeux des non Grecs. Ces vases peints pouvaient être exposés, utilisés lors des fêtes, à des occasions exceptionnelles, ou offerts[20]. Les scènes, sur les coupes ou sur les autres vases, étaient commentées, permettant à chacun de se distinguer par ce qu'il en disait au cours des banquets. Certains très grands formats, à l'époque classique, comme les coupes du Peintre de Penthésilée de 40  à   70 cm, « étaient à l'évidence surtout destinées à être exhibées »[21]. Il est certain que des « ensembles » de vases, des « services de table », des « services de mariage » ont été commercialisés, parfois pour l'exportation, et préservés en parfait état jusqu'à être déposés dans les tombes. Ce qui montre leur très grande valeur dans le monde antique. Les répliques sont exceptionnelles. Il n'existait pas de  livre de modèle, c'était chaque fois une création[22].

### Des communautés d'artisans
À Athènes ces artisans, les technitaï, constituent un milieu. Ils sont beaucoup plus isolés ailleurs. Autour d'un maître-potier, quelques salariés constituent un atelier. Il existe parfois des quartiers de potiers, comme à Athènes et à Métaponte, mais l'étude de ces implantations reste à faire.
L'art grec s'est transmis par le savoir-faire (le métier, parfois sur plusieurs générations) et par les styles : les ateliers des quelques cités productrices. Ce qui assure une grande continuité et un enchaînement des phases créatrices. Il n'y a pas de rupture, d'avant-garde. Mais l'esprit de compétition entre les artisans et entre les cités assure cet enchaînement de phases créatrices, son dynamisme.
Une étude globale, historique, des productions artisanales (peintures sur vase, figurines de terre cuite, de bronze ou d'ivoire, reliefs architecturaux, stèles funéraires, statues, profils monétaires) offre l'occasion de constater, à un moment donné, des parallélismes entre les formes (peintures /statues, etc.). Par exemple celui que l'on peut constater, à l'époque archaïque, entre l'Éphèbe blond et tel profil par le Peintre de Berlin. Ce phénomène peut être constaté en divers moments de l'art grec. Il faut donc envisager le fonctionnement concret de ces communautés décloisonnées d'artisans, eux-mêmes en partie polyvalents ; il existe des sculpteurs peintres de leurs sculptures, mais d'autres qui confient leurs marbres à des peintres renommés. Leur clientèle les rapproche. Entre eux, ils échangent informations et commentaires autant qu'ils rivalisent. Ces communautés d'artisans semblent apparaître, dans le domaine de la peinture hellénistique, en raison de pratiques identiques de la couleur : les savoirs techniques sont partagés entre peintres de grande peinture et peintres sur céramique, ou sur marbre.

## SubmycénienXIIIe–XIesiècle

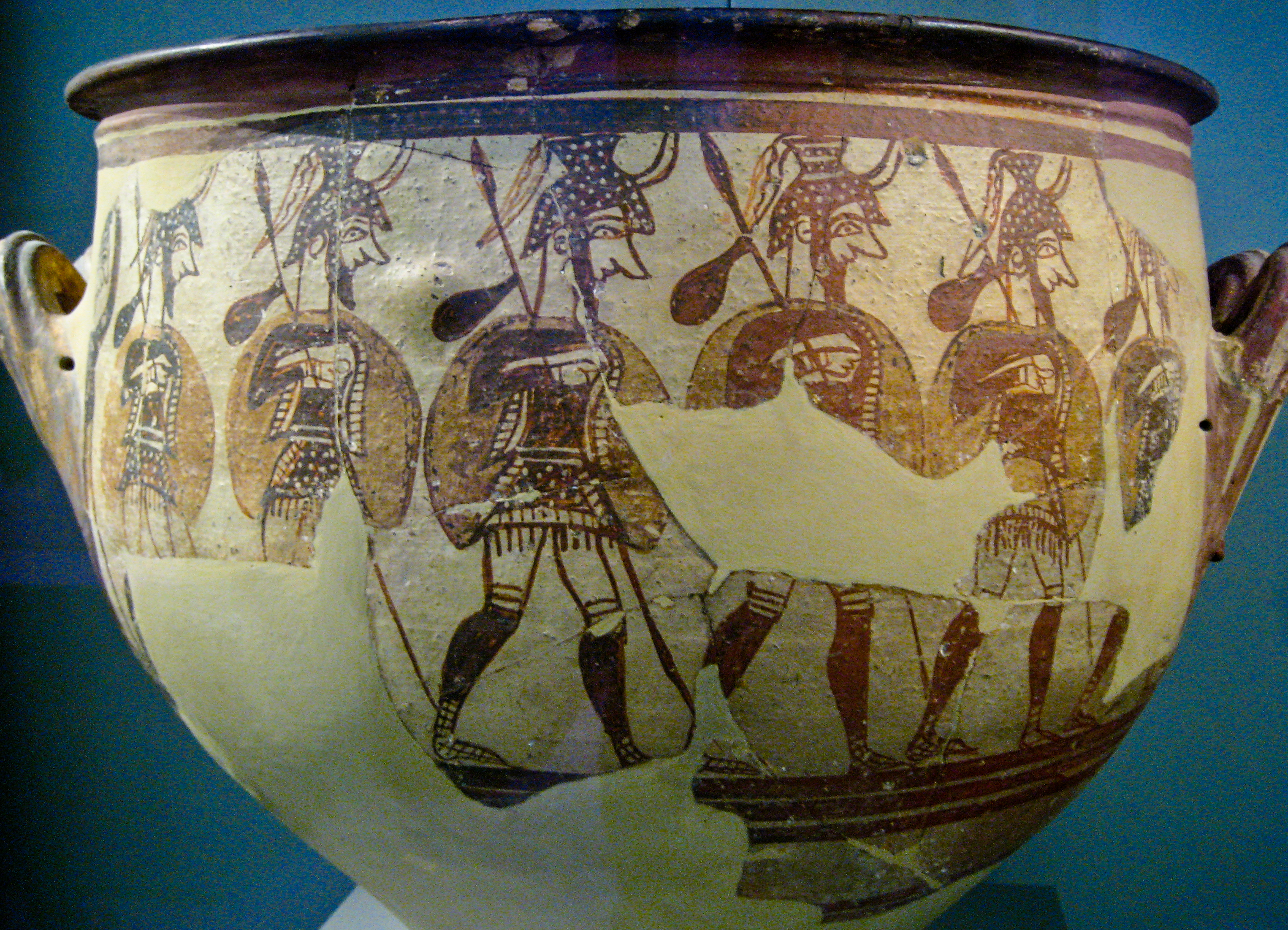
Le Vase aux Guerriers, trouvé à Mycènes, vers 1150-1120 av. J.-C.

Le Submycénien s'étend de 1200 à 1050 av. J.-C. environ. Il s'agit de la première phase des âges obscurs, la première des quatre périodes de la Grèce antique. À cette époque, la céramique est identique à celle de la civilisation mycénienne. Le vase aux Guerriers, retrouvé sur l'acropole de Mycènes et datant des environs de 1150-1120 av. J.-C. en est un bon exemple. La céramique mycénienne perdure donc au début de l'époque historique, avant de disparaître au milieu du XIe siècle av. J.-C.

## Période protogéométriqueXIe–Xesiècle

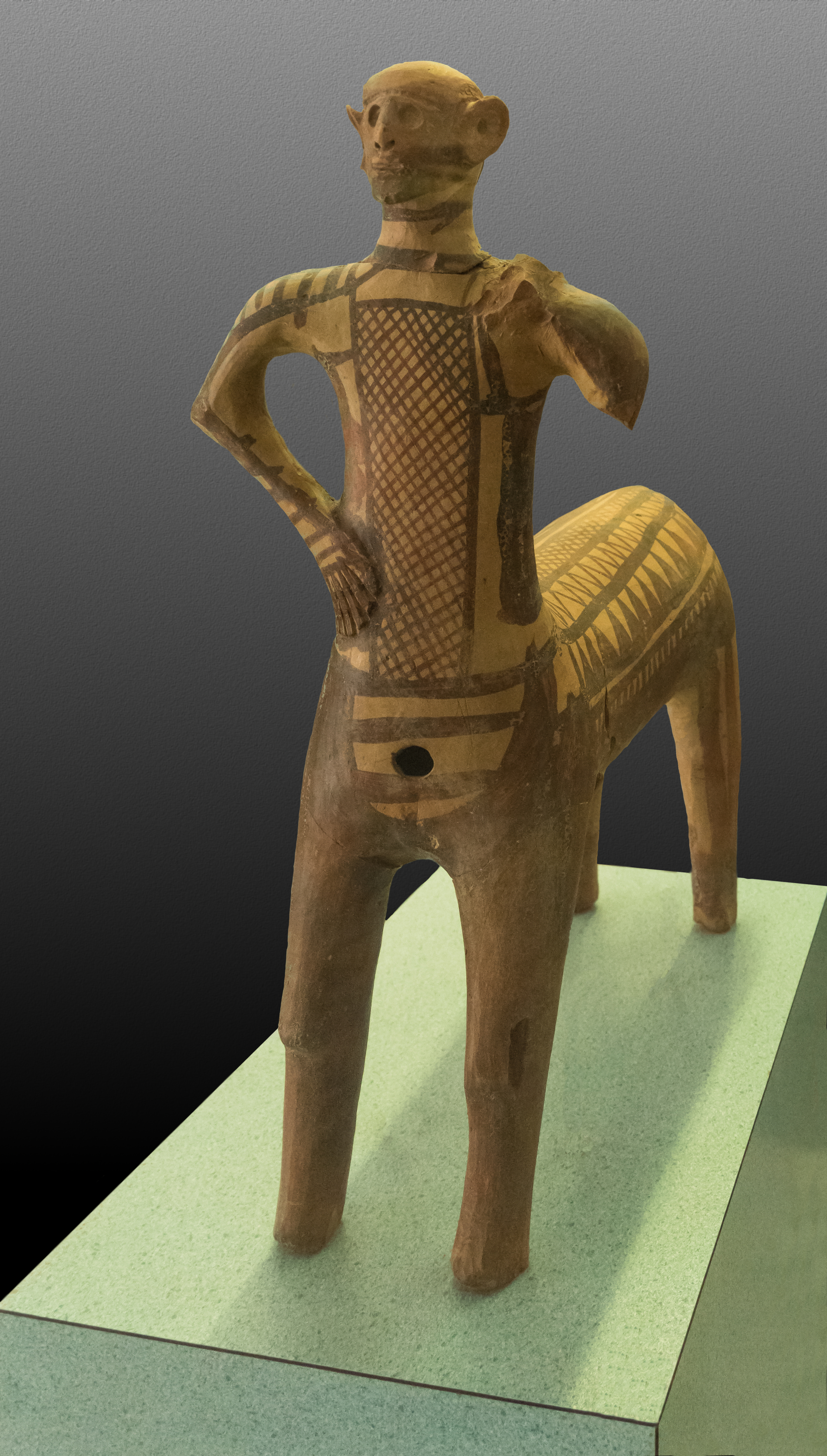
Chiron, le centaure de Lefkandi (Eubée). Protogéométrique, fin du Xe siècle. H. 36 cm. Érétrie, musée archéologique.

Le milieu du XIe siècle av. J.-C. est une période de rupture. La céramique mycénienne disparaît pour de bon, et laisse place au style protogéométrique. Le tour est plus rapide et l'argile est mieux épuré. L’usage de demi-cercles et cercles concentriques dessinés au compas caractérise ce style nouveau.

## Période géométriqueXe–VIIIesiècleet orientalisante, 720-600
Parmi les premiers supports, les amphores cinéraires offrent leurs belles courbes au décor à l'engobe noir. Ce sont de grands vases qui ont été enterrés, et qui contenaient les cendres de personnalités suffisamment riches pour être ainsi traitées après leur mort. L'amphore était entourée de nombreux vases brisés sur le bûcher. 
Le décor peint de style géométrique IXe – VIIIe siècle, inventé par Athènes, est d'abord constitué de lignes et d'ondes régulières ainsi que de cercles concentriques tracés au compas. Un décor géométrique envahit progressivement toutes les surfaces disponibles. Puis les figures humaines s'inscrivent, surtout dans le cadre d'objets liés aux célébrations funéraires, en silhouettes juxtaposées dans un décor dense composé en registres superposés, figuratifs en haut et plus géométriques en bas. 
Le style orientalisant se manifeste dès vers 720 à Corinthe avec le style protocorinthien, qui invente la technique de la céramique à figures noires vers 690 et se spécialise dans les formes ornementales, détaillées et surtout commercialisables (650-630). Ensuite Athènes se distingue avec le style protoattique (710-600), plus narratif. Tandis que dans la Grèce de l'Est l'art encore géométrique laisse, à la fin du VIIe siècle une grande place aux frises animales, dont les célèbres « chèvres sauvages ». Ainsi se déploie un style plus souple qui invente à profusion formes et scènes nouvelles sur des prototypes orientaux qui servent de moteurs à l'inventivité grecque.

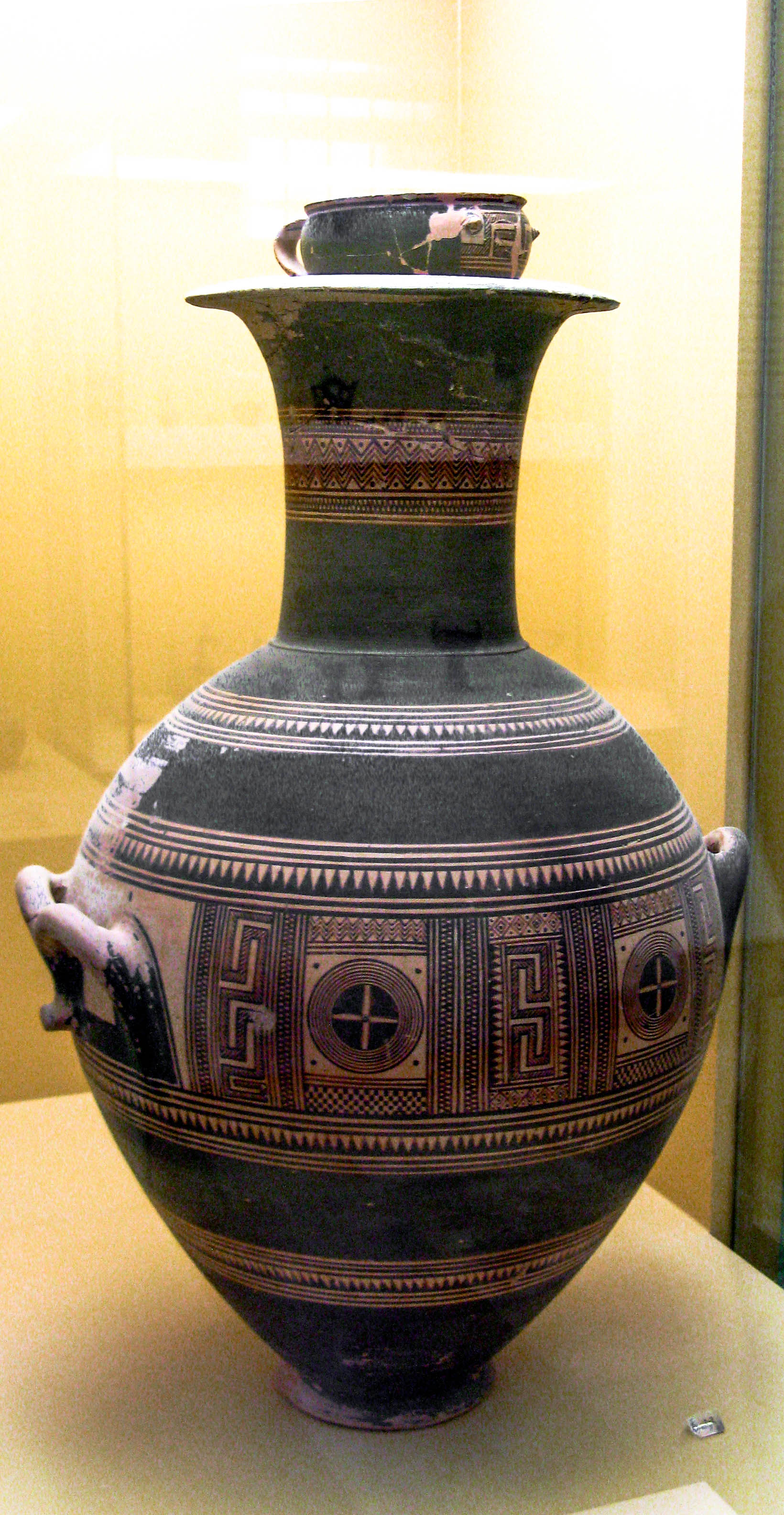
Amphore cinéraire[30] attique. Géométrique ancien, 900-850. H. 75 cm. Musée de l'Agora
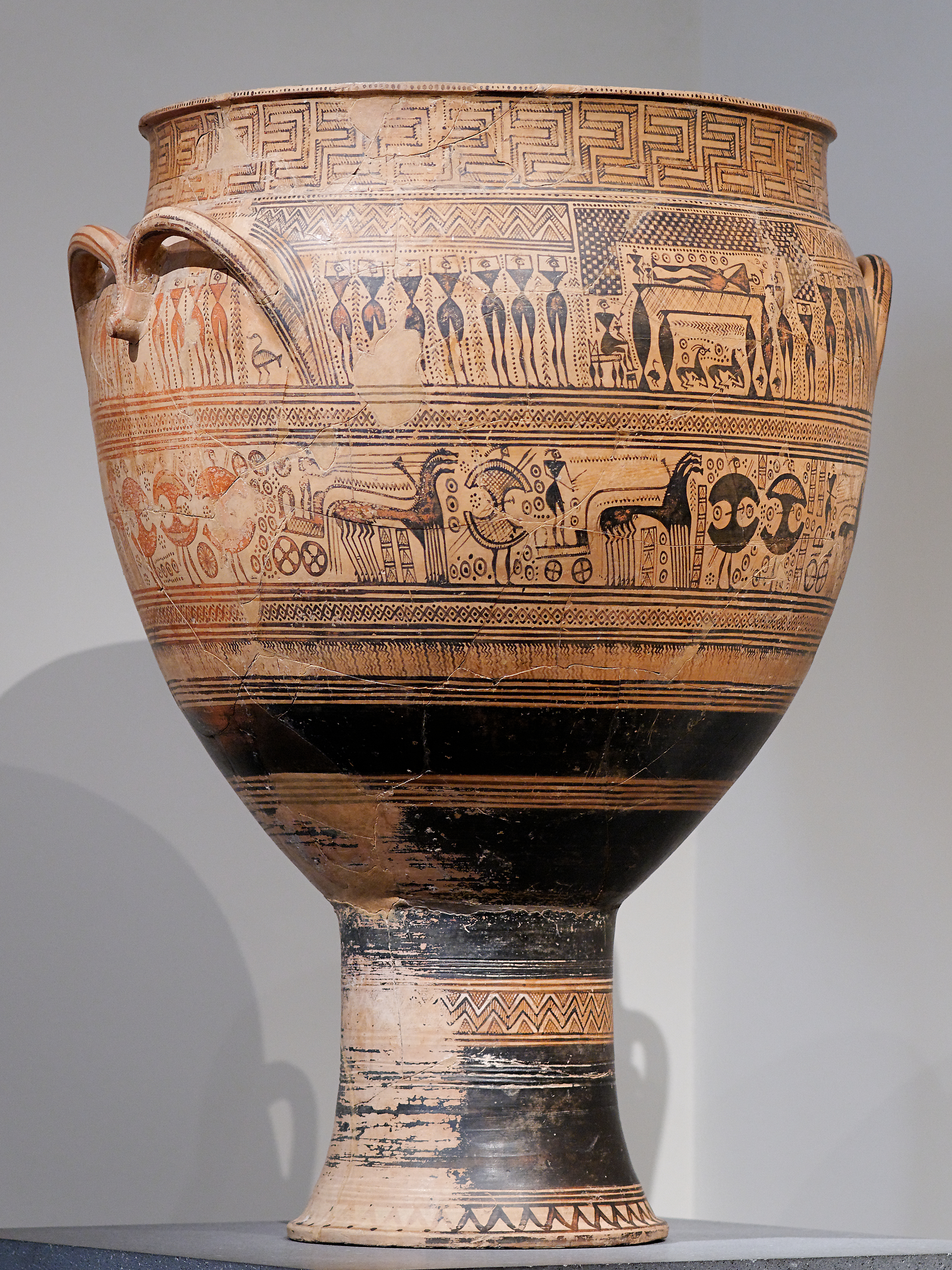
Vase monumental signalant la tombe d'un homme. Lamentation de femmes, procession de chars et fantassins. H. 108 cm. Met.
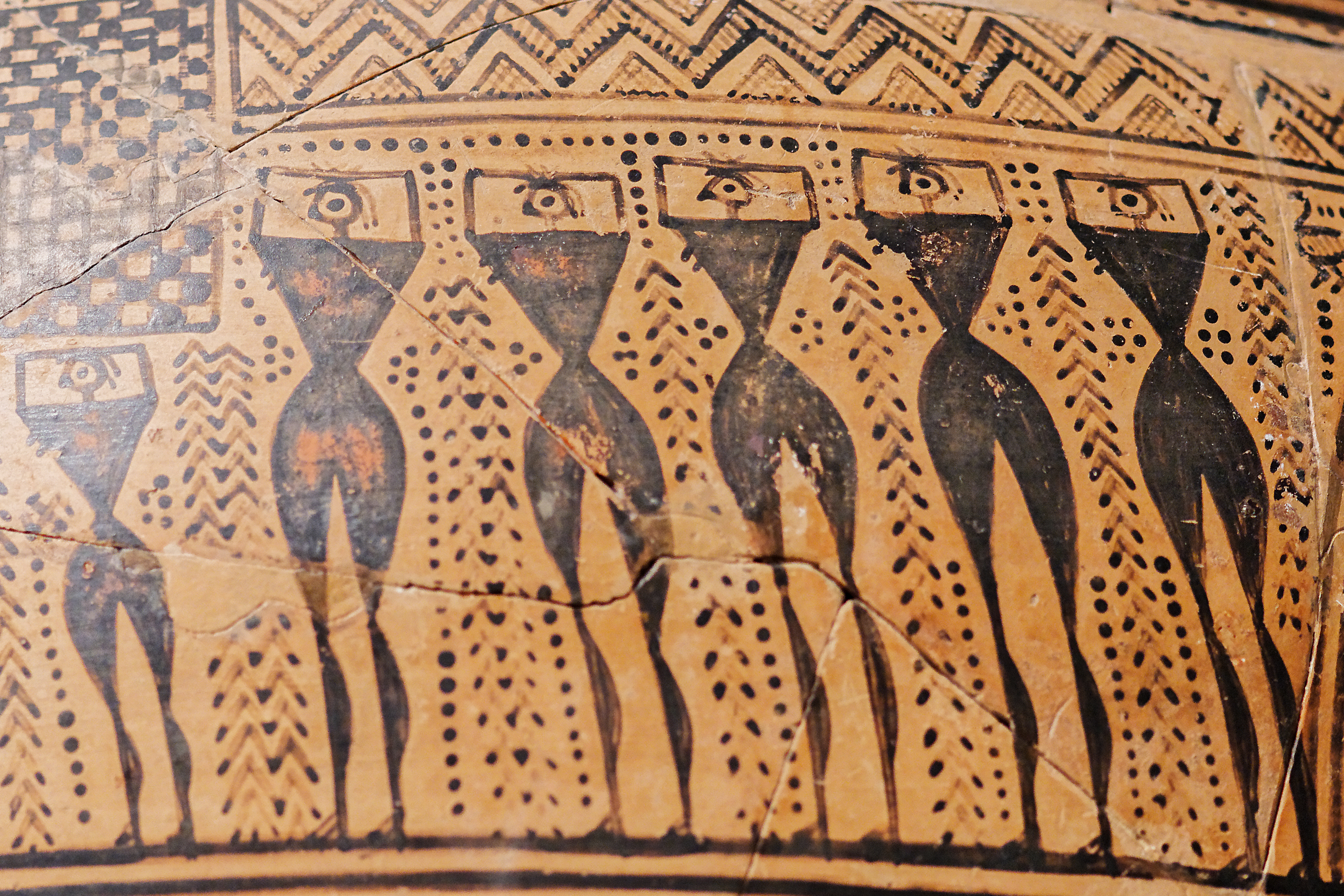
Cratère funéraire attique : l'exposition du corps[31]. Fin du style géométrique, v. 750-735. Met.
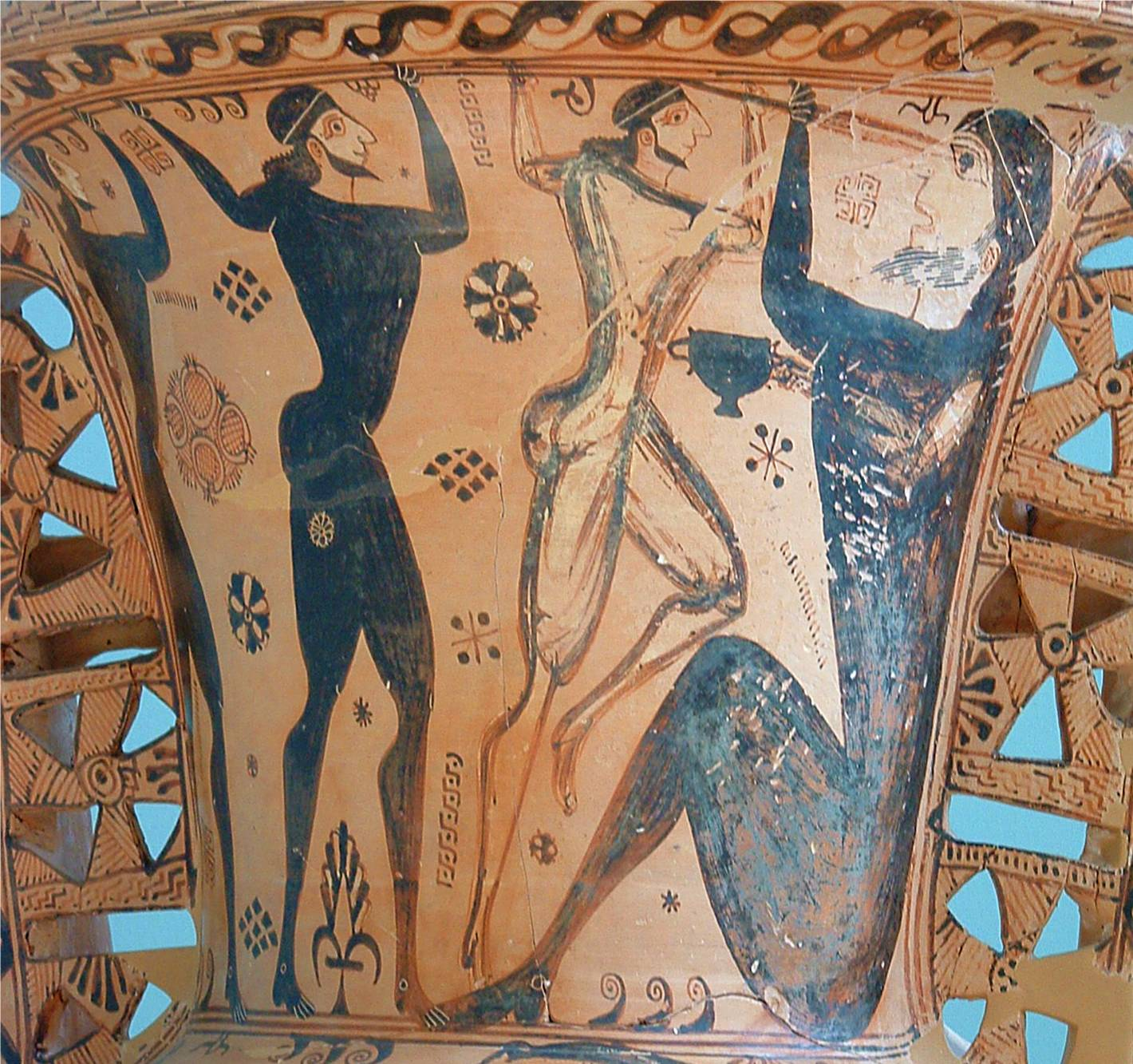
Ulysse et le cyclope. Col d'une amphore funéraire attique, style noir et blanc, v. 660. MArch Éleusis
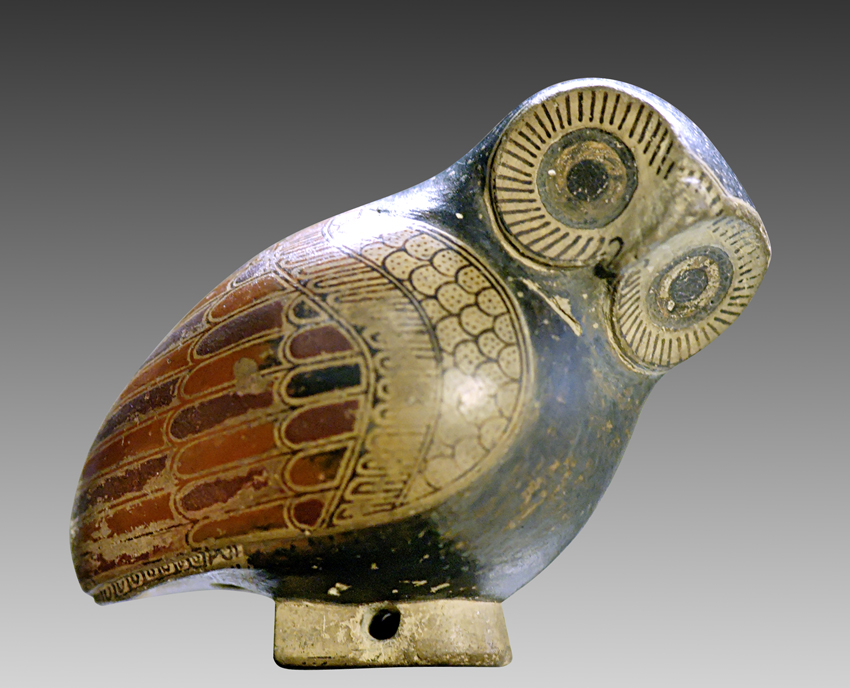
Aryballe protocorinthien en forme de chouette, vers 640. Louvre

## Corinthien 625-550. Vases à figures noires attiques archaïques 625-530
Plusieurs caractéristiques pour cette période : les vases à figures noires avec détails gravés, et la rivalité entre les deux grands centres de production de céramique : Corinthe et Athènes. La convention, qui durera longtemps, des femmes en blanc et celle des hommes en rouge ou noir reflétait une réalité, les femmes étant maintenues à la maison et les hommes ayant la liberté d'aller à l'extérieur, la couleur de leur peau s'en ressentait. Un bon exemple pour cette période c'est un petit tableau qui orne la panse d'un vase corinthien : on y voit un groupe de femmes, aux corps blancs, les cheveux dénoués et qui entourent le lit funèbre d'Achille, au visage noir. Des inscriptions permettent d'identifier les acteurs de la scène. Le bouclier à la Gorgone repose au sol. Face aux productions corinthiennes, les vases athéniens s'imposent vers 575-550. Cette période voit se développer la pratique de vastes scènes plutôt que de registres superposés, où les frises d'animaux et géométriques avaient recouvert auparavant la quasi-totalité des surfaces. Le vase François est l'exemple ultime et exceptionnel de scènes superposées sur cinq registres. Avec les vases à figures noires dont l'âge d'or se situe vers 550-530, l'usage d'une scène sur chaque face, entre les anses, se généralise et chacun des deux panneaux se détache en clair et mat sur fond noir, brillant. Exékias, peintre et potier, opère cette rupture radicalement et avec une qualité dans la composition des figures et des scènes qui est tout à fait exceptionnelle.

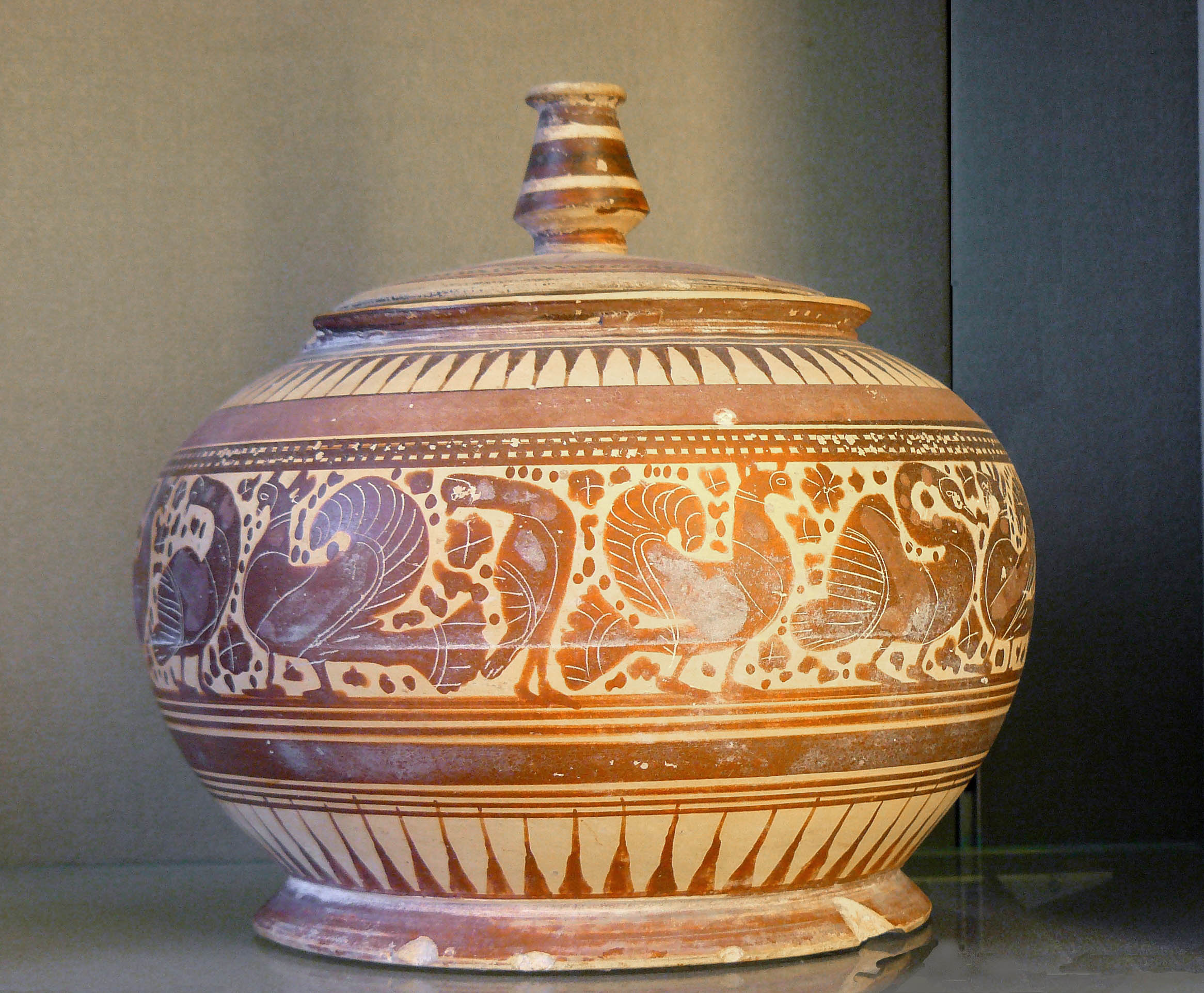
Pixide corinthienne[N 7], frises d'oiseaux, v. 625-600. H. env. 10 cm. Musée national de céramique, Sèvres
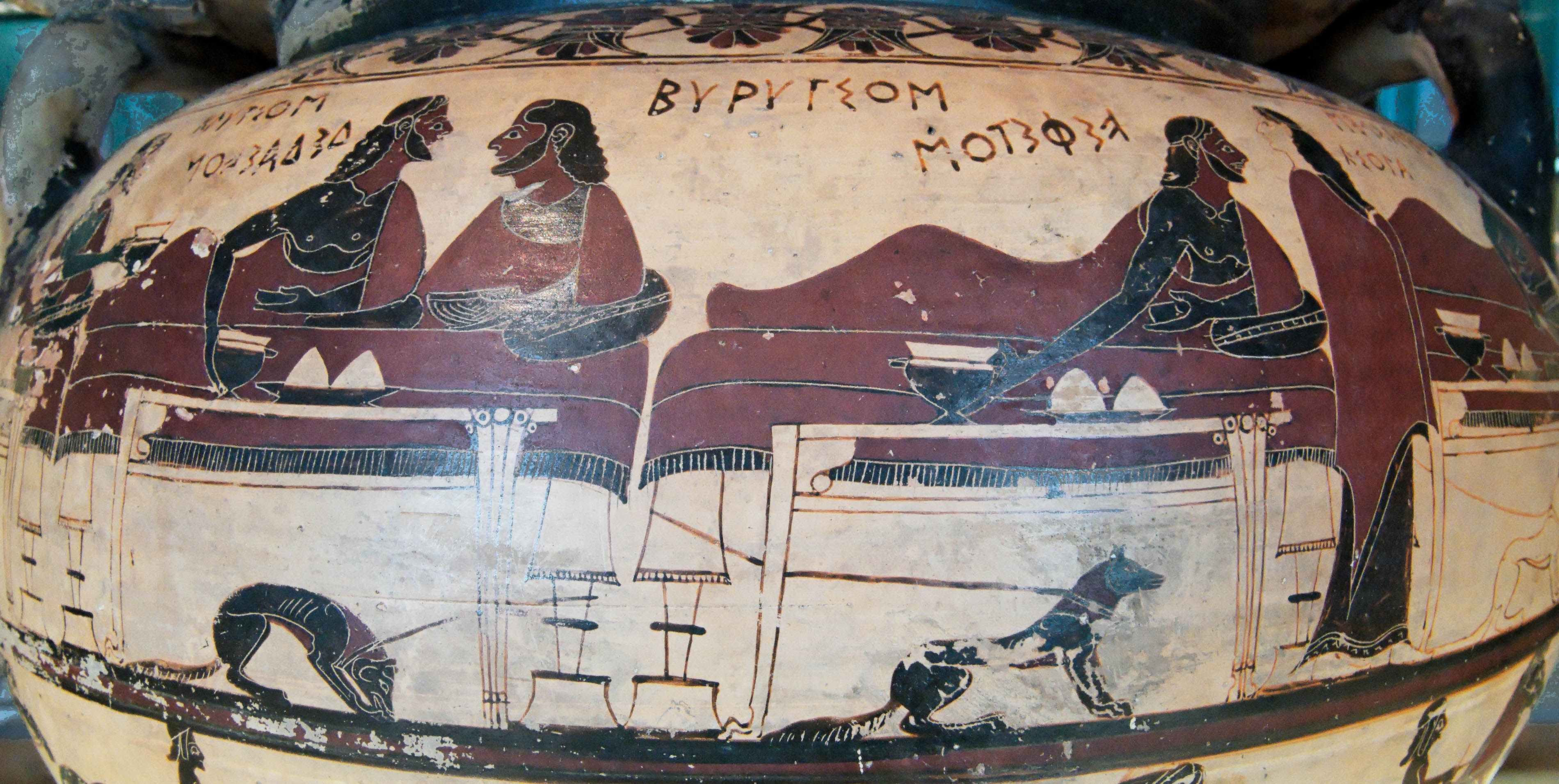
Scène de banquet, symposion. Eurytios et Héraclès. Cratère à colonnettes corinthien, v. 600, figures noires et rouge foncé sur argile claire. Louvre
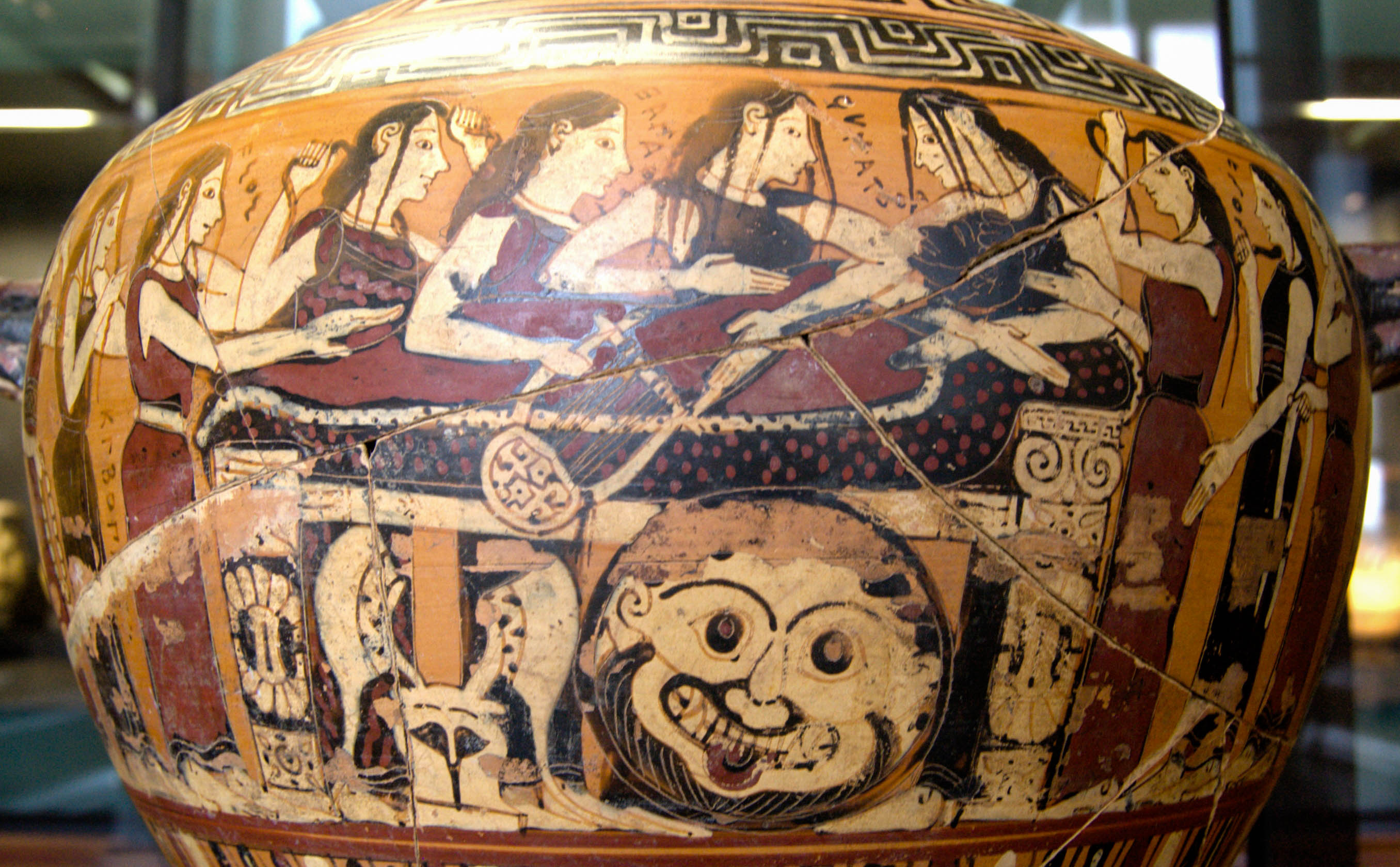
Déploration d'Achille par Thétis et les Néréides. Hydrie corinthienne à figures noires, 560-550. Louvre
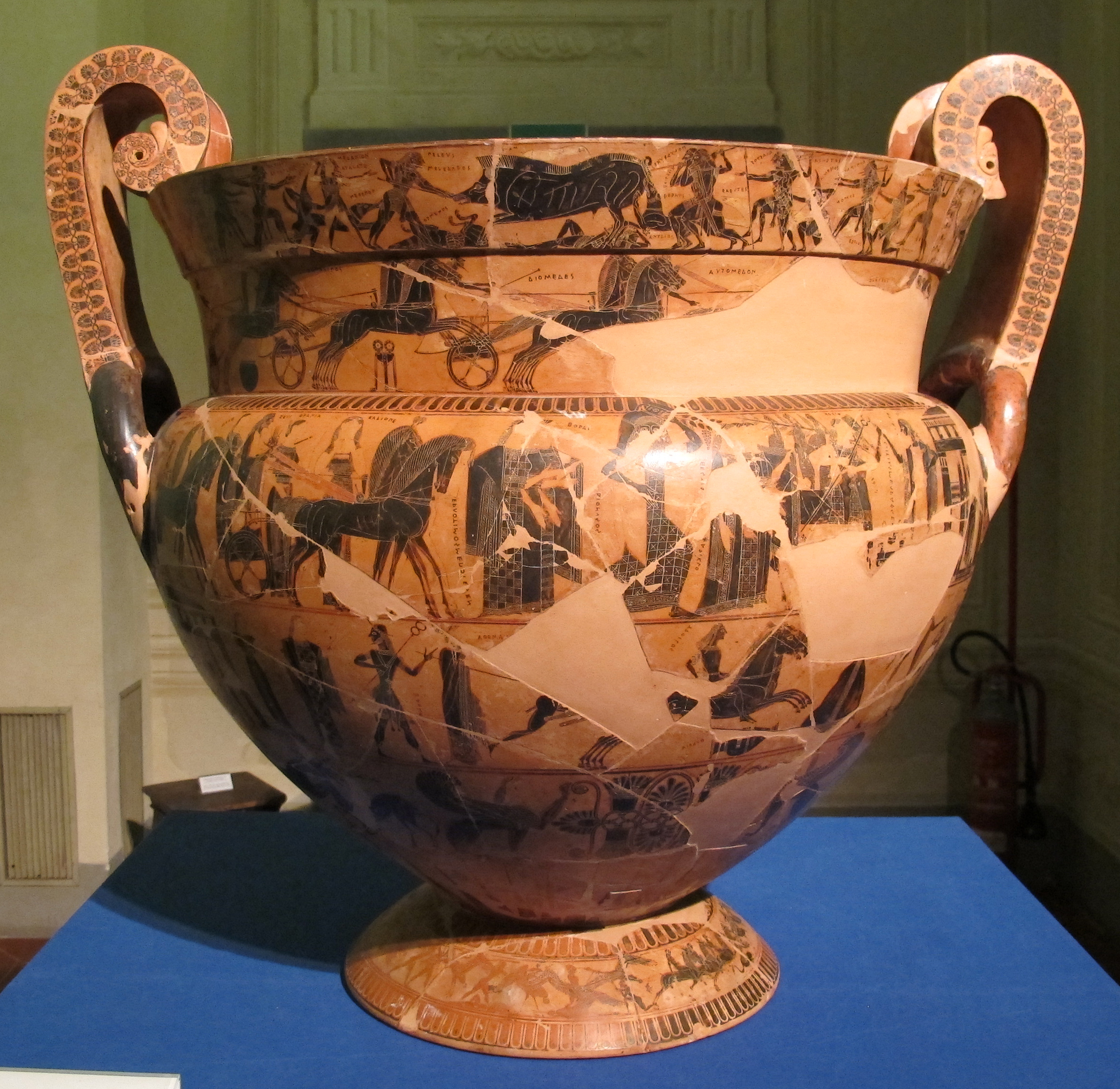
Vase François, cratère à volutes attique, à figures noires, 570-560. Florence MNArch.
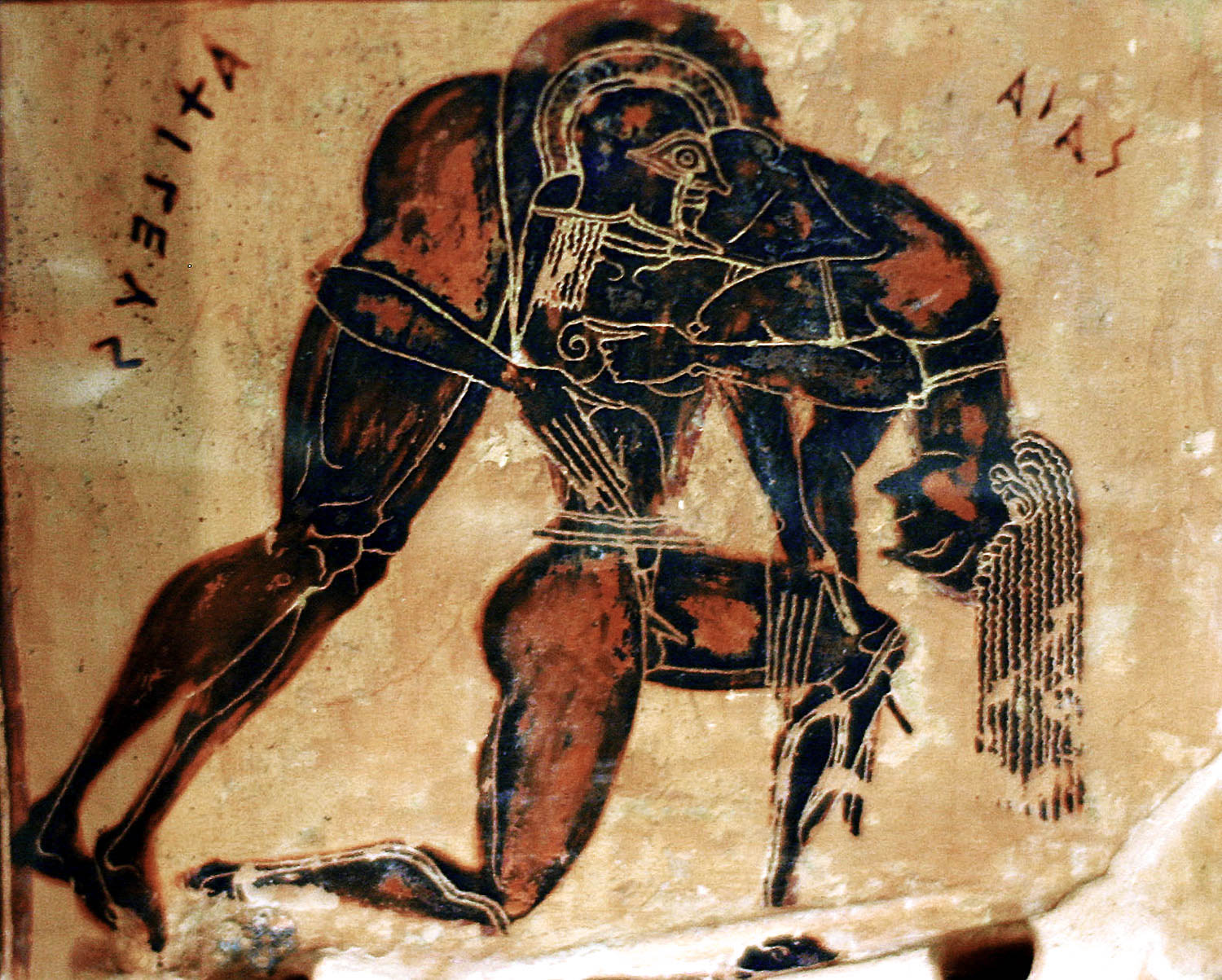
Vase François, anse. Ajax transportant le corps d'Achille. 570-560. Florence MNArch.

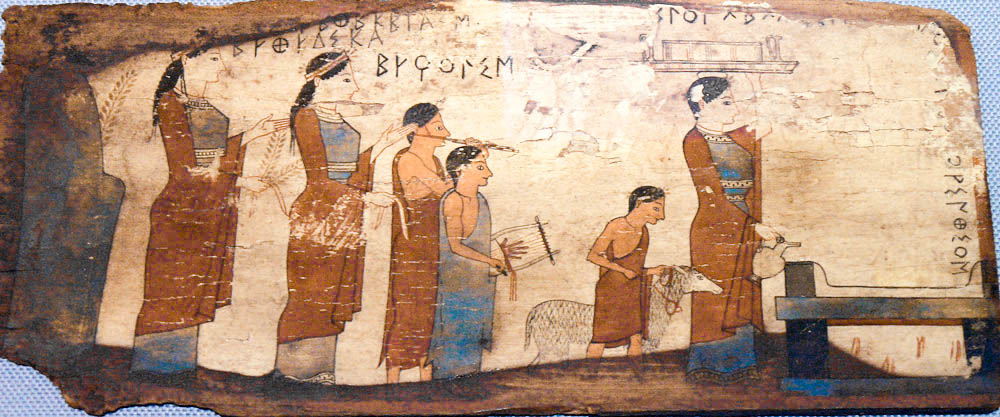
Plaque votive[36] en bois provenant de la grotte de Pitsa (sanctuaire de Pan et des Nymphes[37]) H. 15 cm, région de Corinthe, v. 540-530. Athènes MNArch.
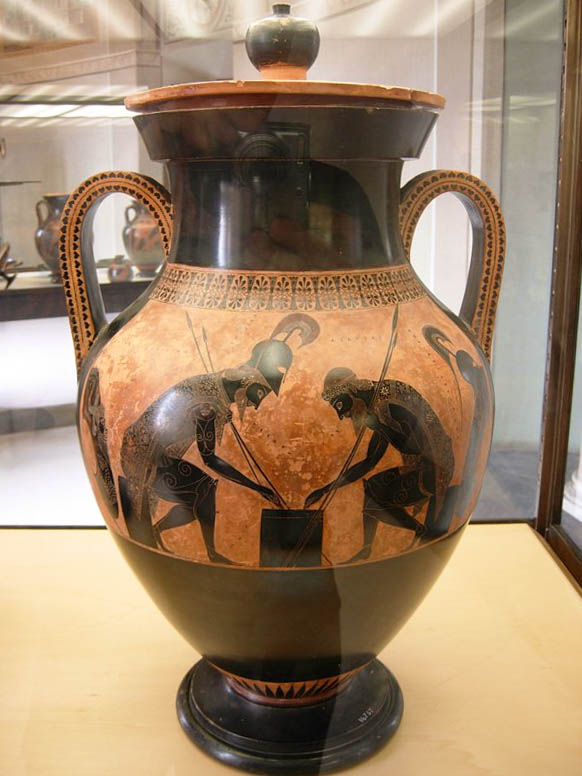
Achille et Ajax jouent aux dés. Amphore d'Exékias. 540-530. Vatican
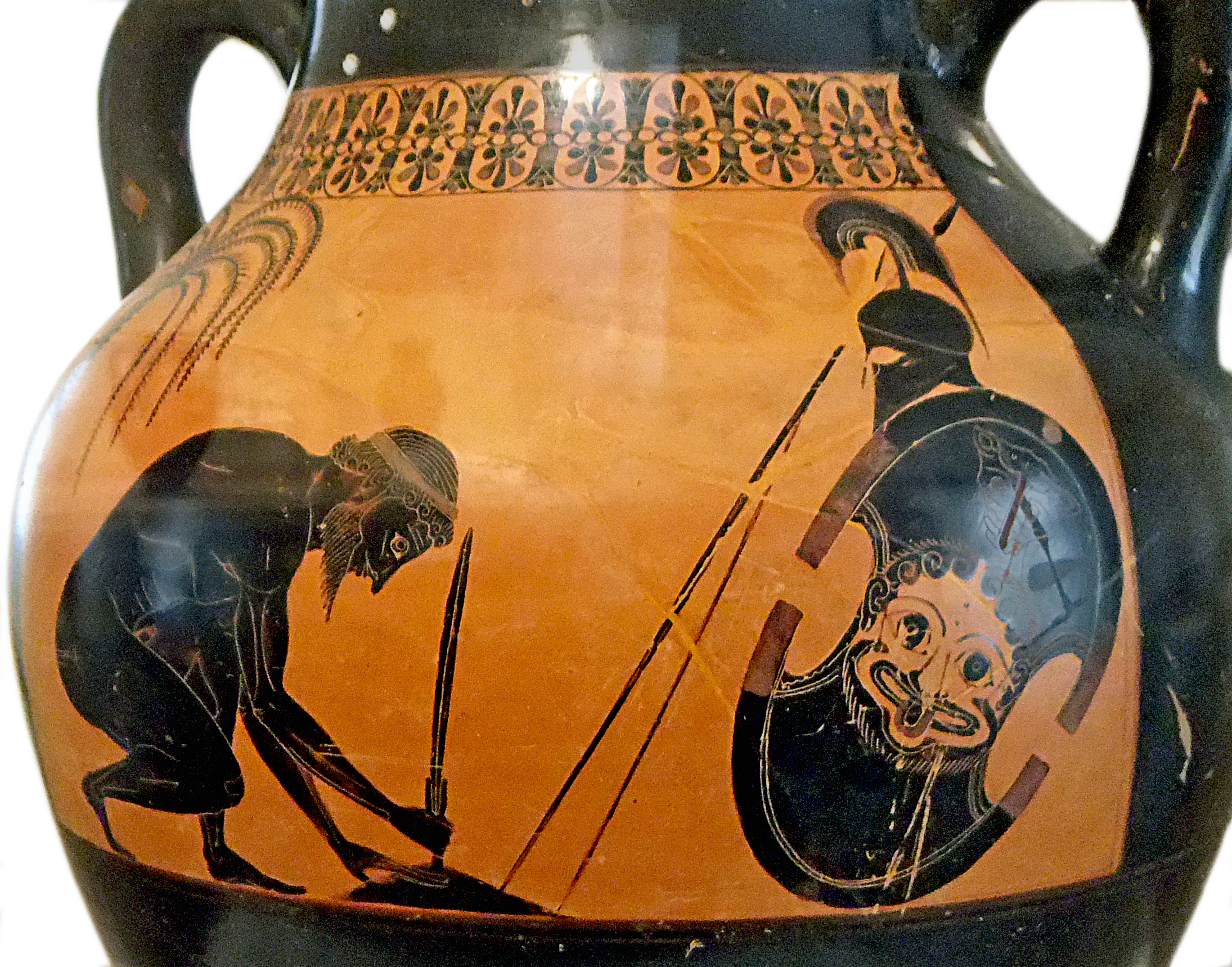
Suicide d'Ajax. Amphore d'Exékias à figures noires. Athènes, vers 530. Boulogne-sur-Mer.

## La peinture archaïque attique tardive, vers 530 - 480
Cette période voit l'invention des vases à figures rouges et les premières recherches dans l'expression de la troisième dimension. Les détails anatomiques sont précisément retranscrits dans la couleur noire, qui est employée pour le fond mais plus ou moins diluée pour les traits, jusqu'à prendre une légère couleur dorée. Enfin ce sont aussi des céramiques à fond blanc, mais à décor monochrome, noir.

Vers 530, avec l'invention du vase à figures rouges c'est le fond qui est noir, la figure conserve la couleur de la terre cuite, rouge-orangée en Attique. Les détails, autrefois incisés dans le noir, sont tracés au pinceau et à l'engobe noir plus ou moins dilué. La précision des détails convient à un décor délicat, celui que l'on rencontre aussi sur les stèles funéraires et les statues peintes de cette époque à Athènes d'avant la guerre et enfouies après le sac d’Athènes de 480. Rapidement les peintres se confrontent aux premiers essais de représentation du corps de l'homme nu, à l'anatomie détaillée, comme celui du héros Sarpédon, dont Euphronios restitue le corps pantelant avec une minutie étonnante et le bascule en avant, dans la troisième dimension.

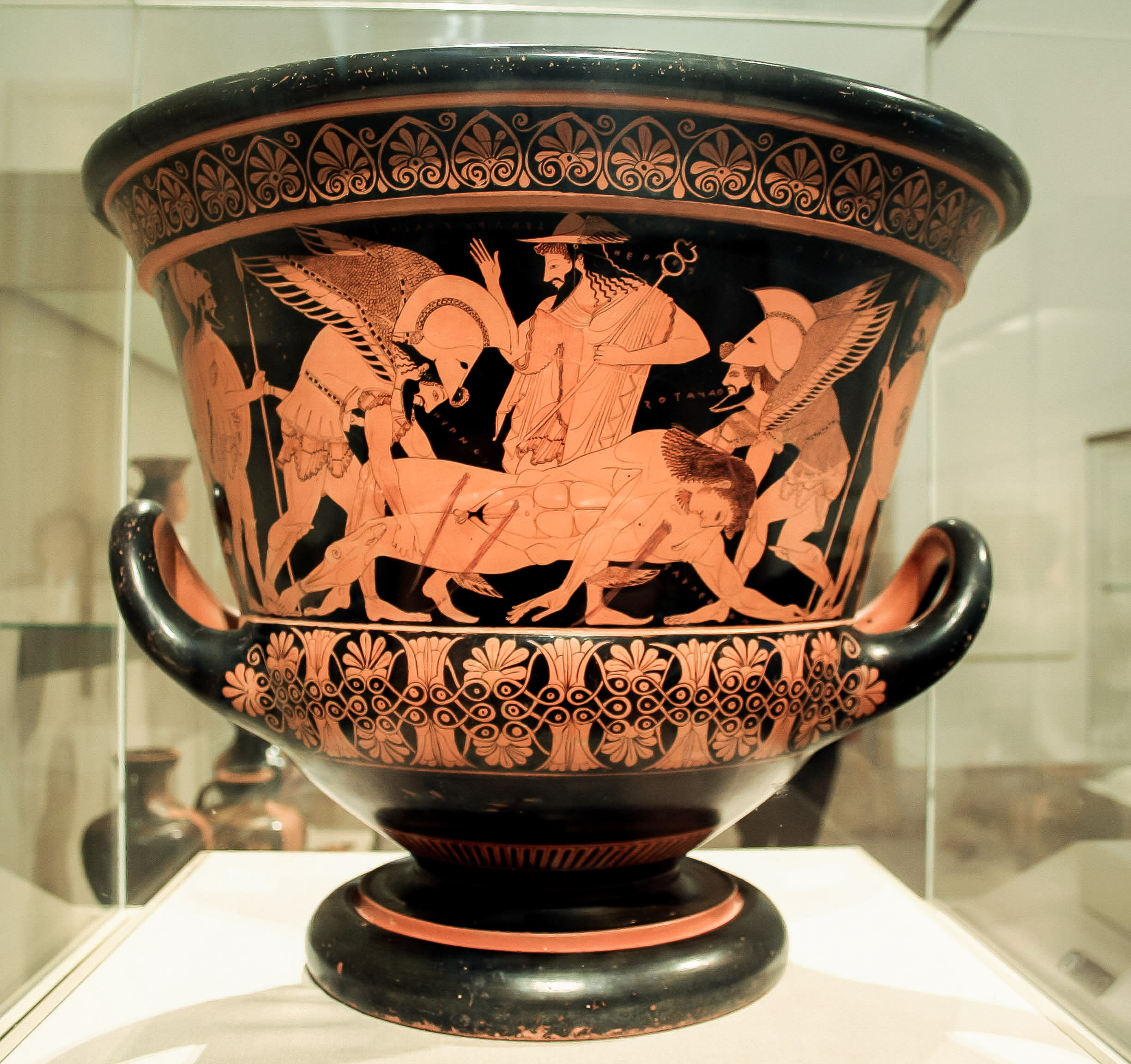
Le transport du corps de Sarpédon. Cratère d'Euphronios (peintre), v. 515. Metropolitan Museum, N.Y.
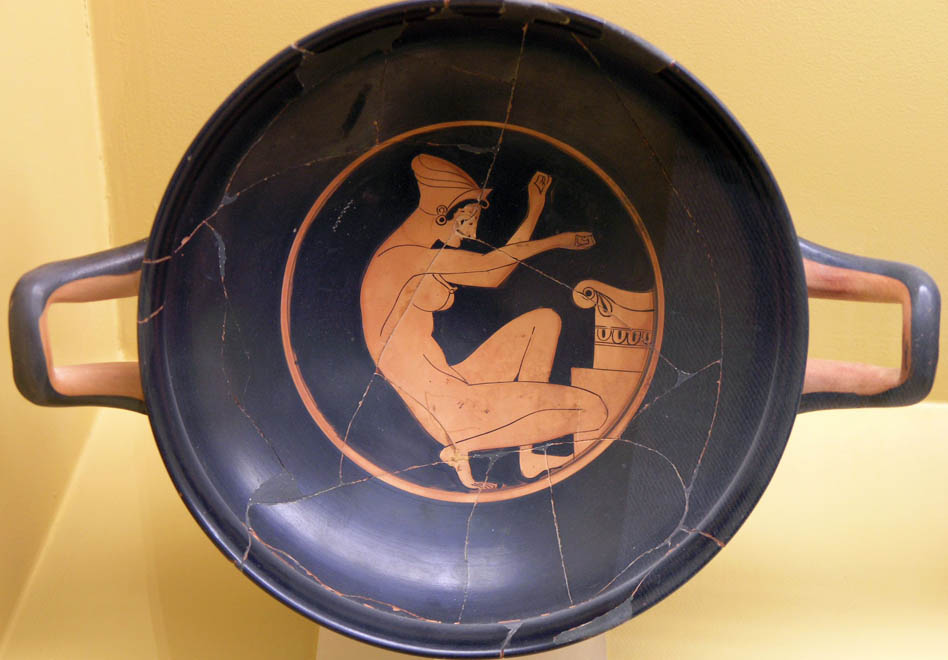
Femme nue à l'autel. Coupe du peintre de l'Agora, v 510-500. Musée de l'Agora antique d'Athènes
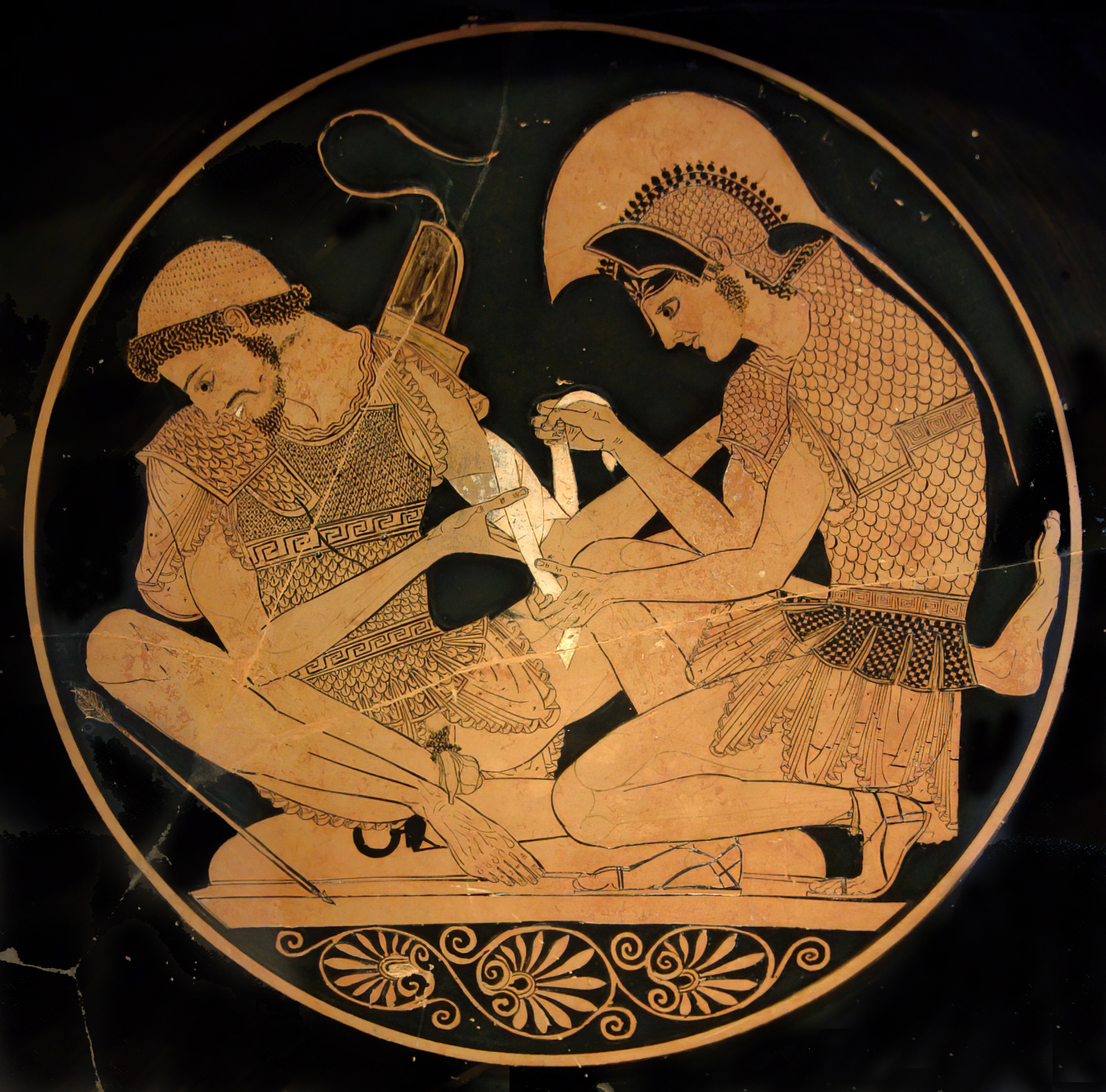
Achille et Patrocle. Coupe du Peintre de Sosias, v. 500. Altes Museum, Berlin
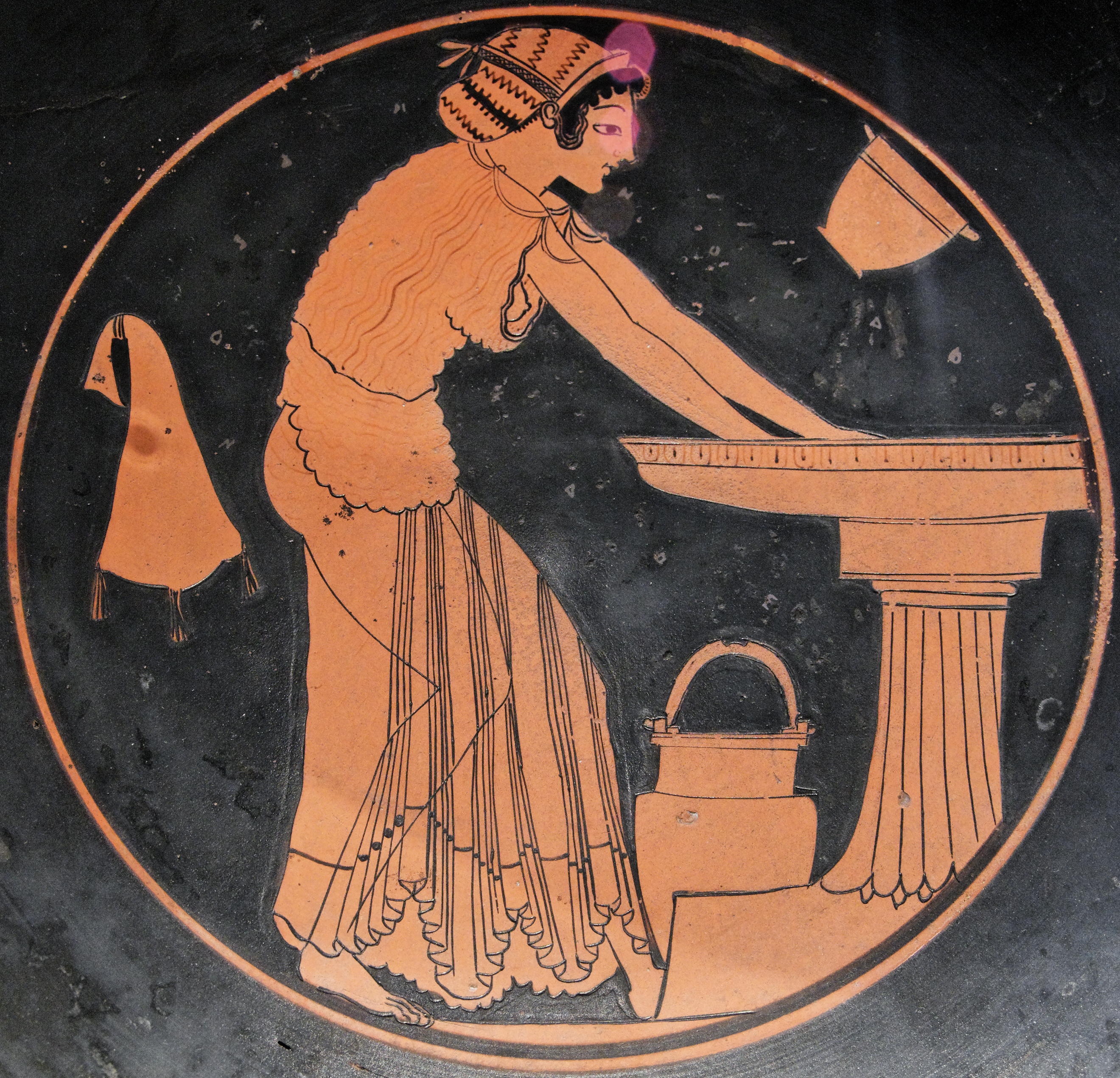
Femme à la toilette. Peintre : Douris, v. 500. Coupe attique à figures rouges, D. 26,9 cm. Met.
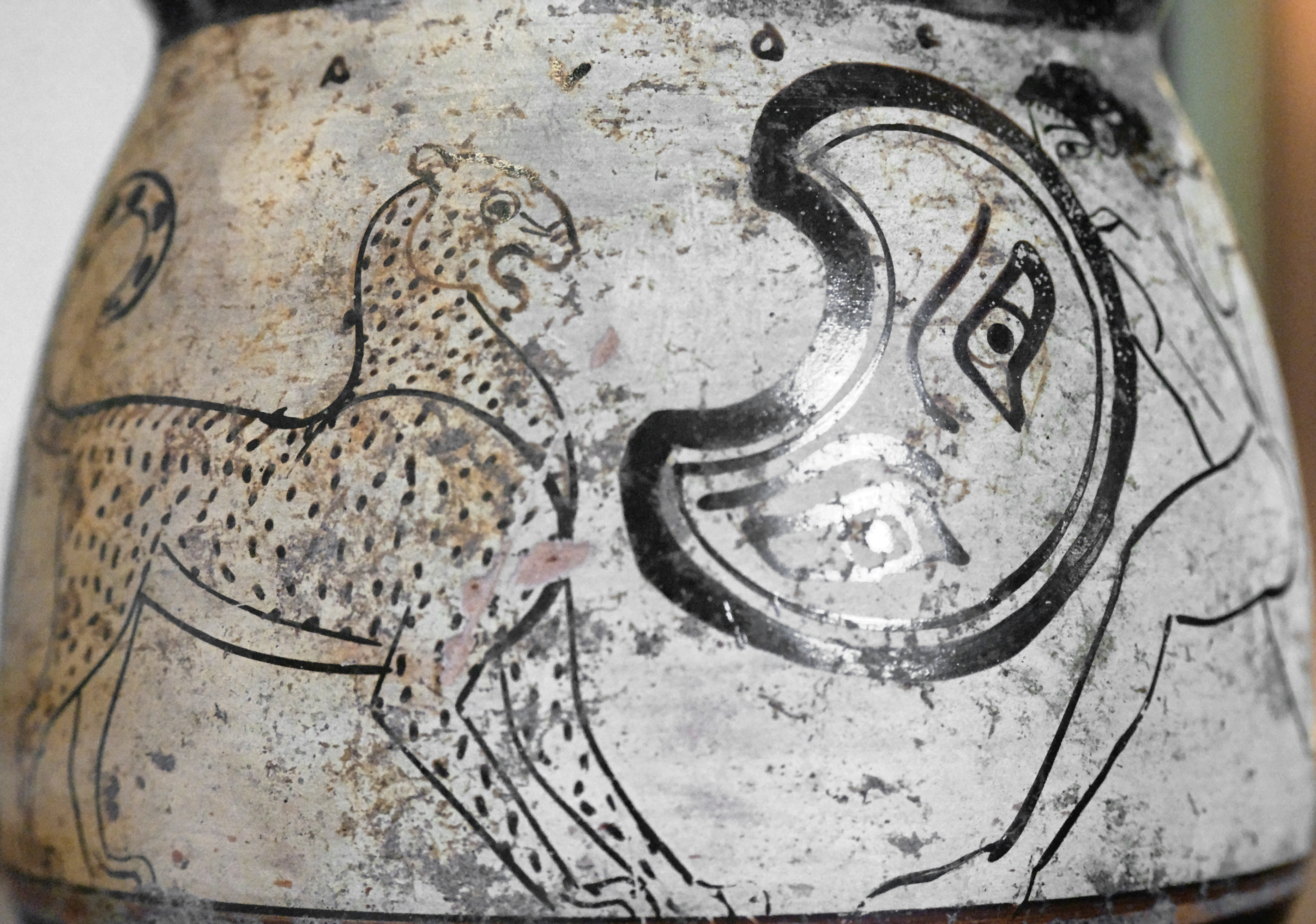
Peltaste combattant une panthère ; inscription: kalos. Face A d'une tasse attique à fond blanc, déb. Ve. Louvre
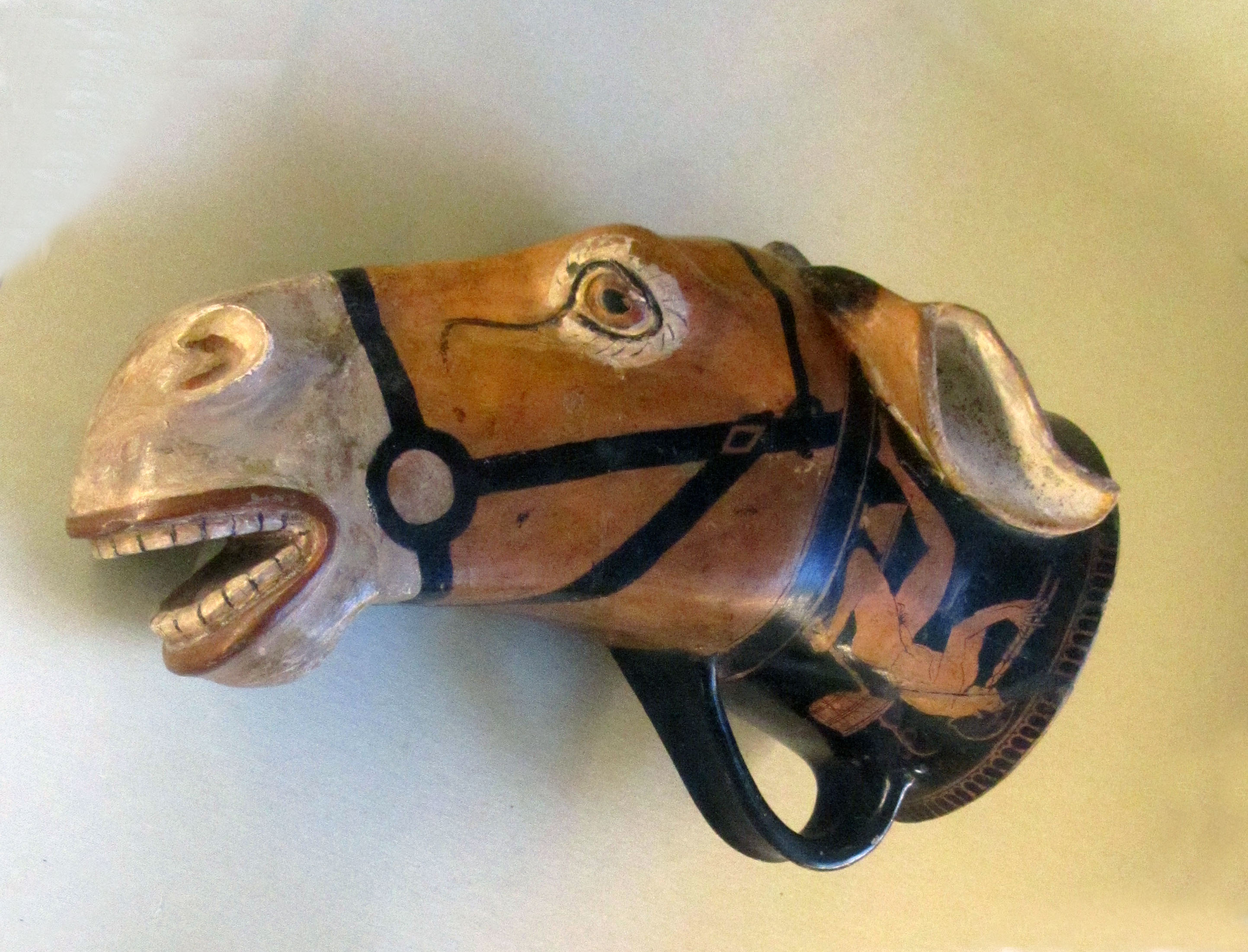
Rython en forme de tête de mule. Peintre de Brygos, v. 480. Musée de l'Ermitage.

## La révolution classique, vers 480 - 460
Les héritiers des peintres sur céramique de la fin du VIe siècle abandonnent les décors fastueux. Pour le Peintre de Berlin la figure seule, même parfois sans ligne du sol, occupe tout une face avec force, sans omettre le réalisme minutieux des détails.

### Profil et face
Dans le visage de profil, l'œil est de profil aussi. L'ébauche est parfois à la limite du visible, sous forme d'un trait légèrement gravé dans le support, avant qu'il ne soit totalement sec. Le trait définitif ne coïncide presque jamais avec cette ébauche, qui sert seulement à tester une mise en place du sujet. Les peintres maîtrisent toutes les positions et la torsion des corps avec des compositions vigoureuses.  L'adoption de la troisième dimension, dans la grande coupe du Peintre de Penthésilée, met au premier plan la mise à mort de la reine des Amazones. Elle ne montre pas sa douleur, telle une véritable héroïne qui croise le regard de celui qui lui donne la mort. Derrière eux, un soldat à gauche, et à droite une Amazone au costume étrange, morte à leurs pieds : vue de face. Comme si la vue de face, exceptionnelle, ne pouvait s'appliquer qu'aux étrangers, aux morts, mais aussi au satyre, à la ménade, à la femme et au banqueteur, enfin, à la Gorgone ; une tradition qui remonte au moins aux premières figures de Gorgone et qui existe aussi dans l'art égyptien. 

### Révolution classique
Dans la Tombe du Plongeur, le fait qu'il s'agisse d'une tombe à ciste (à coffre) a permis d'en décorer les parois internes. Mais ce n'est pas une habitude des Grecs. Dans ce contexte la scène de banquet à nombreux personnages, dont un jeune échanson et une petite flutiste, est l'occasion de faire vivre pour l'éternité de joyeux convives, qui boivent et chantent, jouent au cottabe et échangent des gestes de tendresse. « Symbolise-t-elle une belle vie préparant à l'au-delà ? Et serait-ce ce passage que signifie, sur le couvercle, la silhouette pure du plongeur qui, au milieu d'une nature à demi chuchotée par deux arbres, va s'engloutir dans l'onde ? ». 

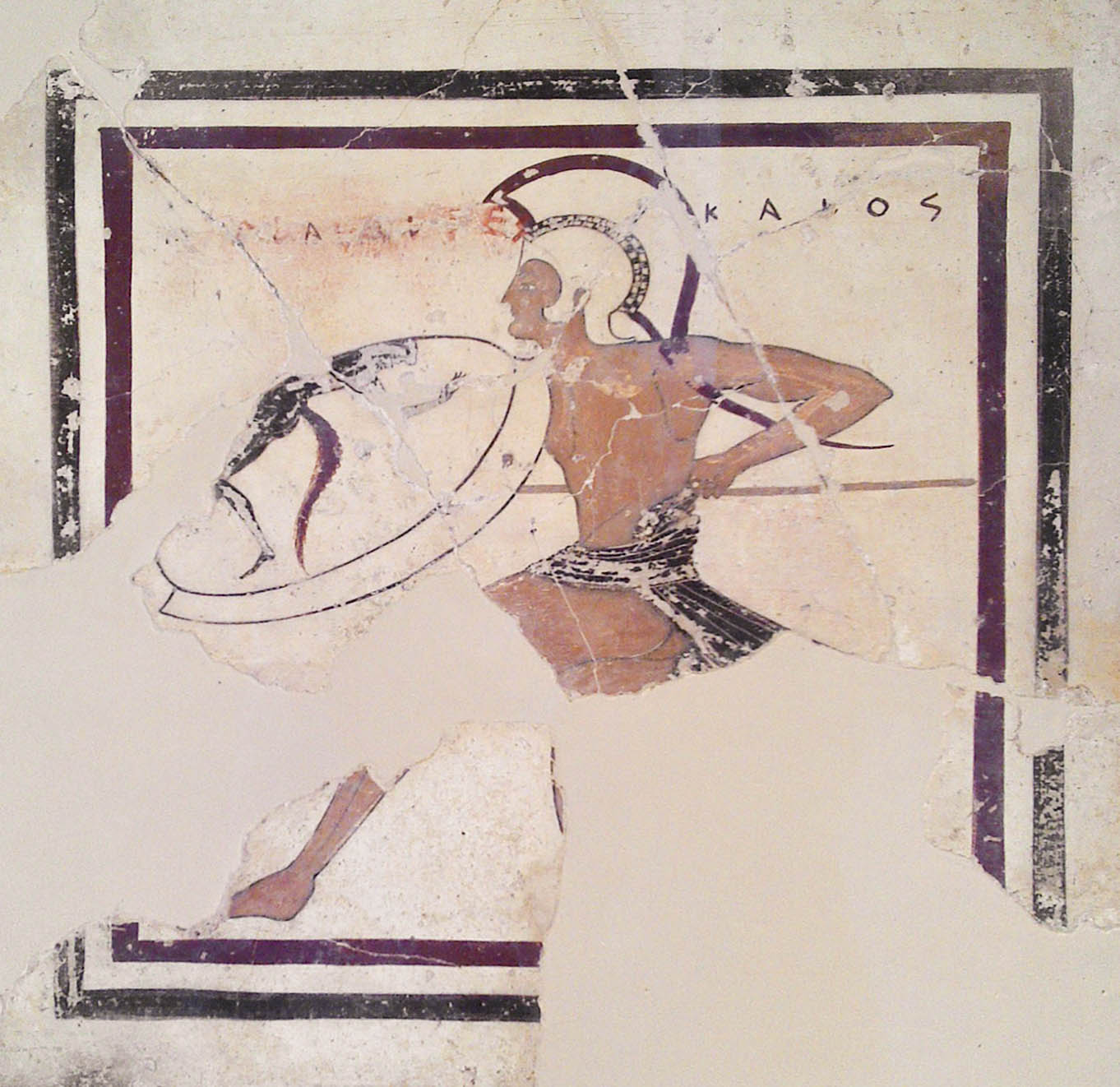
Hoplite armé. Inscriptions (des noms et kalos) en partie effacées[N 8]. Terre cuite: fond blanc, figure rouge, H. 65,5 cm. 525-475. Acropole
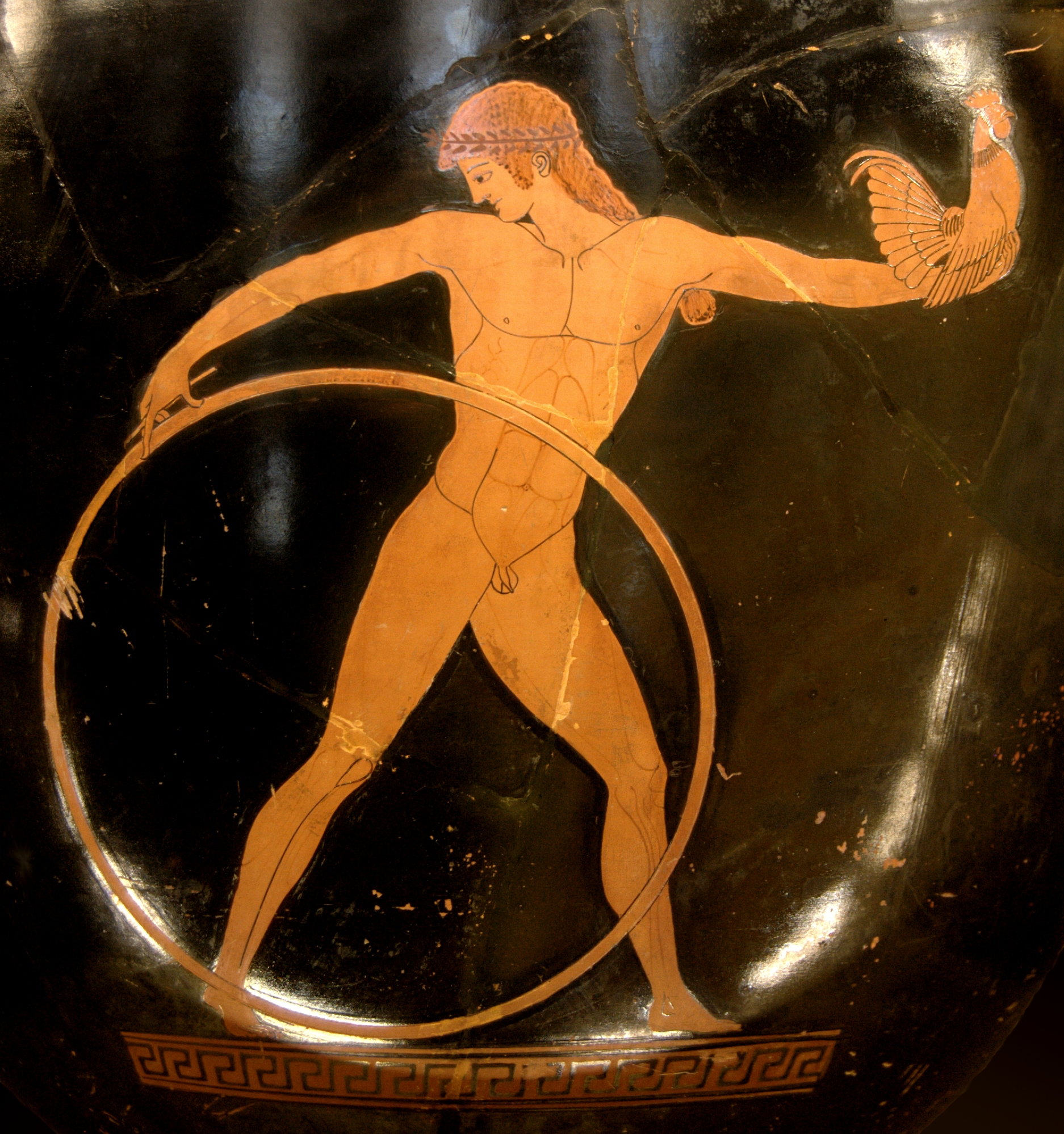
Ganymède du Peintre de Berlin, cratère attique à figures rouges, v. 480. Louvre.
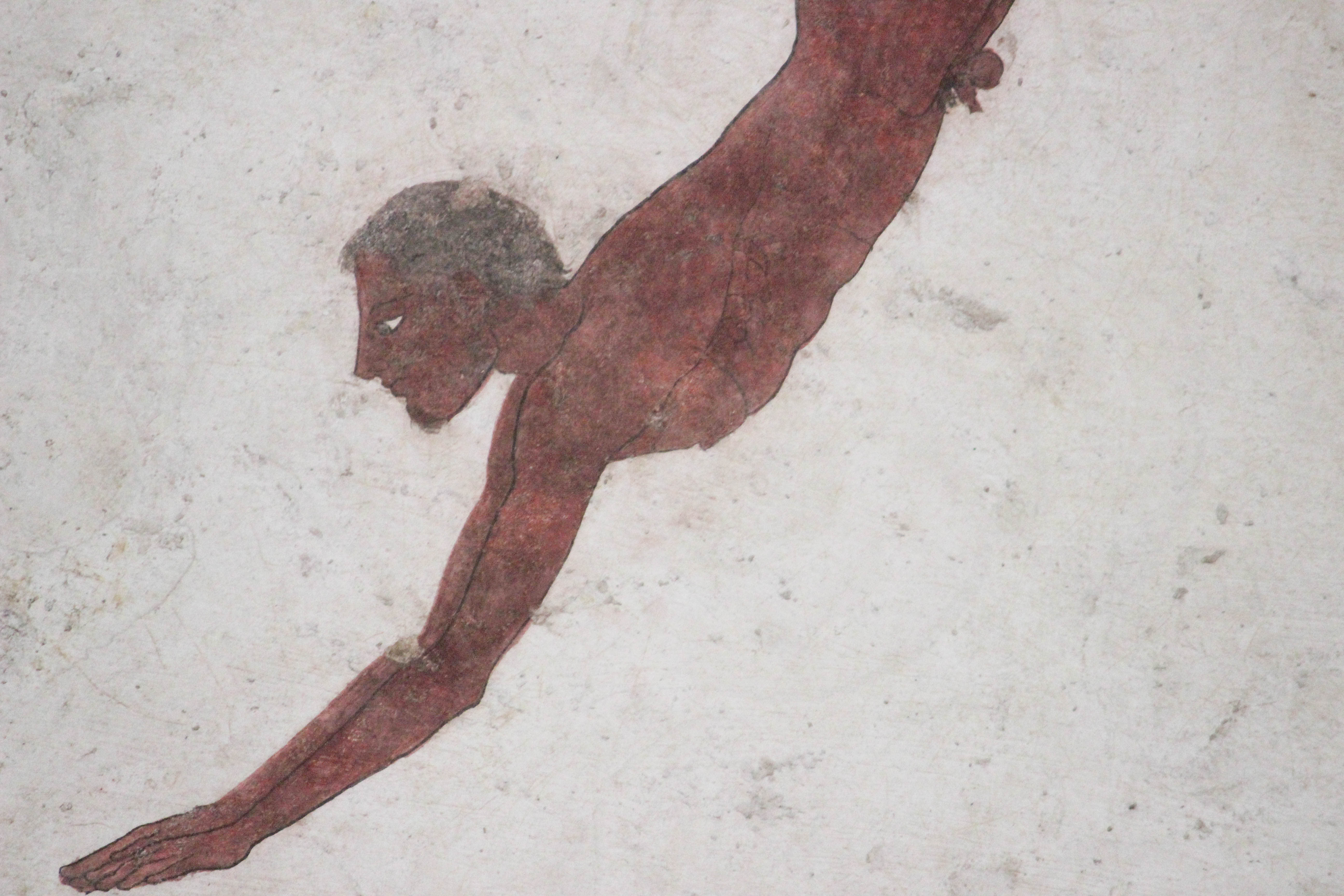
Couvercle de la « Tombe du Plongeur ». 480-470. Peinture a tempera sur sinopia (ébauche). Paestum, musée d'Archéologie
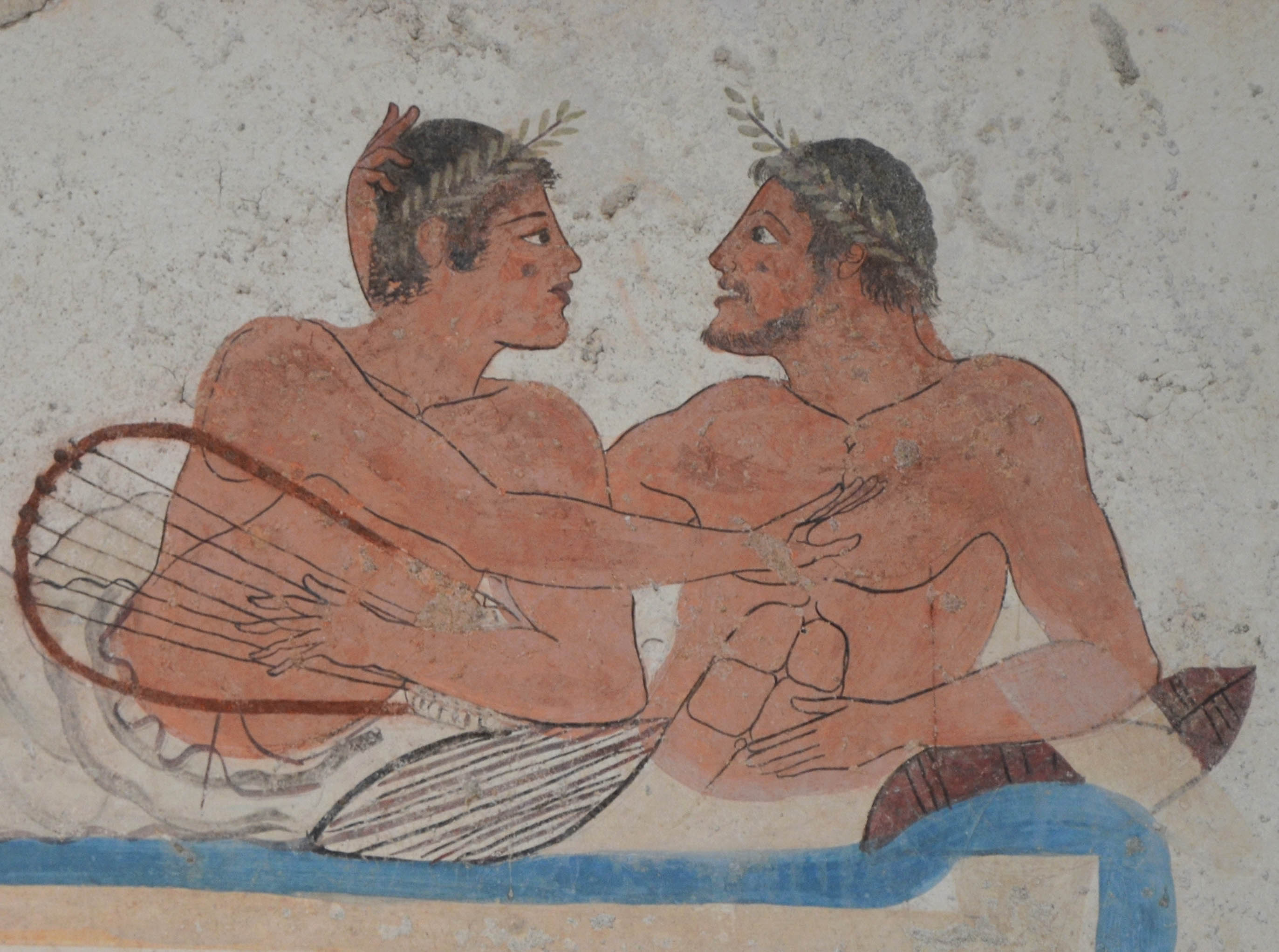
Idem, intérieur de la tombe, mur Nord. Banquet : jeune homme imberbe (éphèbe) et homme adulte, barbu, qui attire le plus jeune à lui.
Sportifs au repos et leurs javelots. Peintre de Pistoxénos, médaillon d'un kylix attique à figures rouges, 480-460. Altes Museum, Berlin.
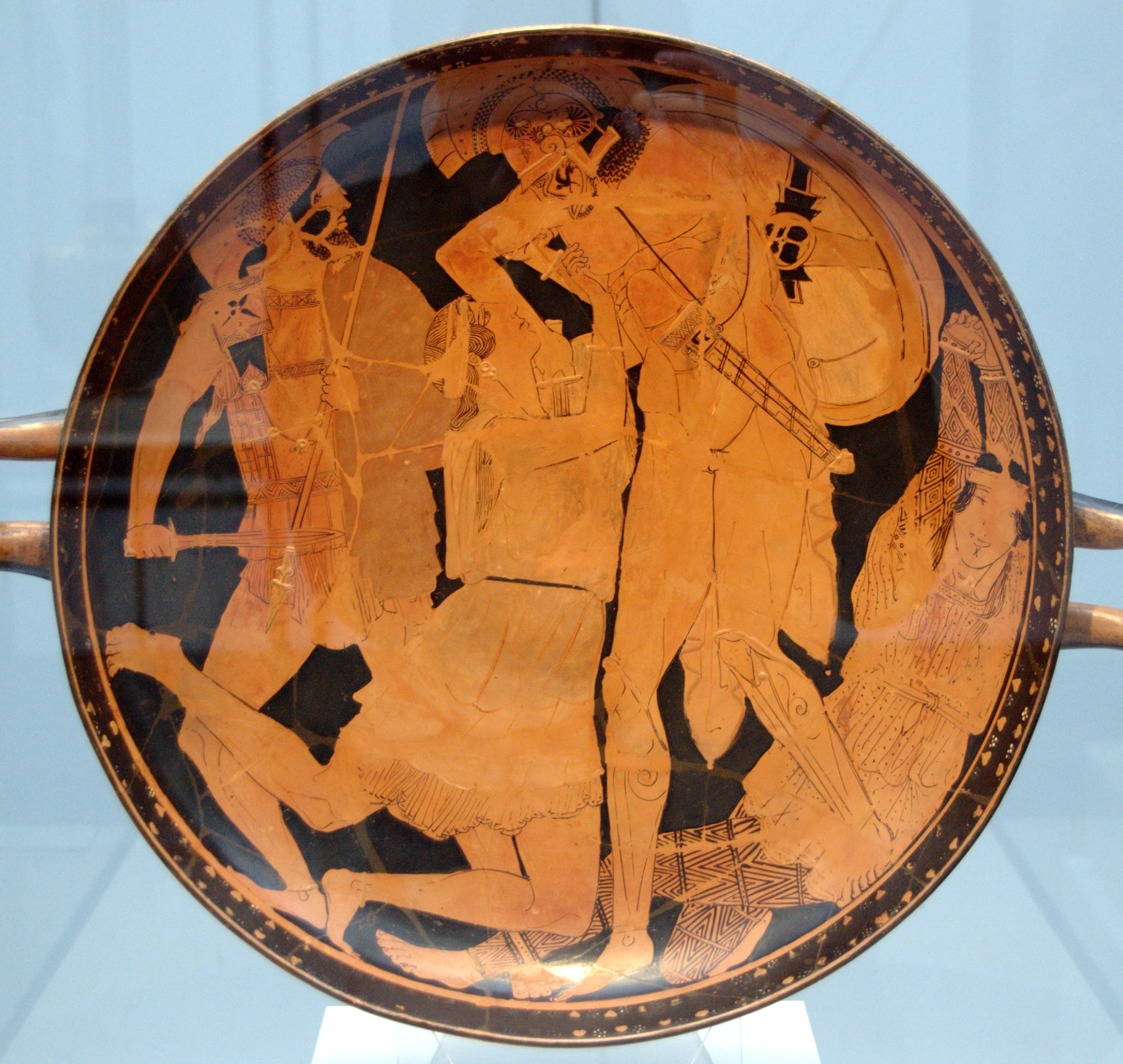
« Achille et Penthésilée », (Grecs et Amazones). Peintre de Penthésilée. 470-460.  Coupe, D. 43 cm. Munich.

## La peinture classique, vers 460 - 320
Céramiques à figures rouges : elles manifestent parfois l'influence de la sculpture - le type de corps dont Polyclète a établi le modèle est partout assimilé - et de la grande peinture disparue : celle de Polygnote et Mikon, au trait de contour net et précis, fondée sur une parfaite maîtrise du dessin de l'anatomie. On le voit exceptionnellement sur certaines de ces céramiques, lorsque les figures semblent sans relation les unes avec les autres, sans action qui justifierait leurs gestes et leur rencontre : il semblerait qu'on en ait copié des figures isolées sur certains vases pour en ranimer le souvenir au cours des banquets. Dans la description de Pausanias pour le tableau de Polygnote (470-440), Nékyia, à la Lesché des Cnidiens, la perspective est obtenue par la superposition des acteurs. Les tableaux de Polygnote comportaient essentiellement des figures, environ 70 sur chaque panneau. Tout comme le peintre Mykon, dans ces grandes compositions ils s'attachaient par une étude expressive des physionomies et des attitudes à la description des âmes, la détermination des uns, la souffrance des autres. Dans la céramique contemporaine se perçoit le souvenir de ces figures expressives, en particulier avec le cratère des Niobides, au Louvre.

« Cratère des Niobides ». Peintre des Niobides (vase éponyme). Vers 460-450. H. 54 cm. Musée du Louvre, Inv. G 341
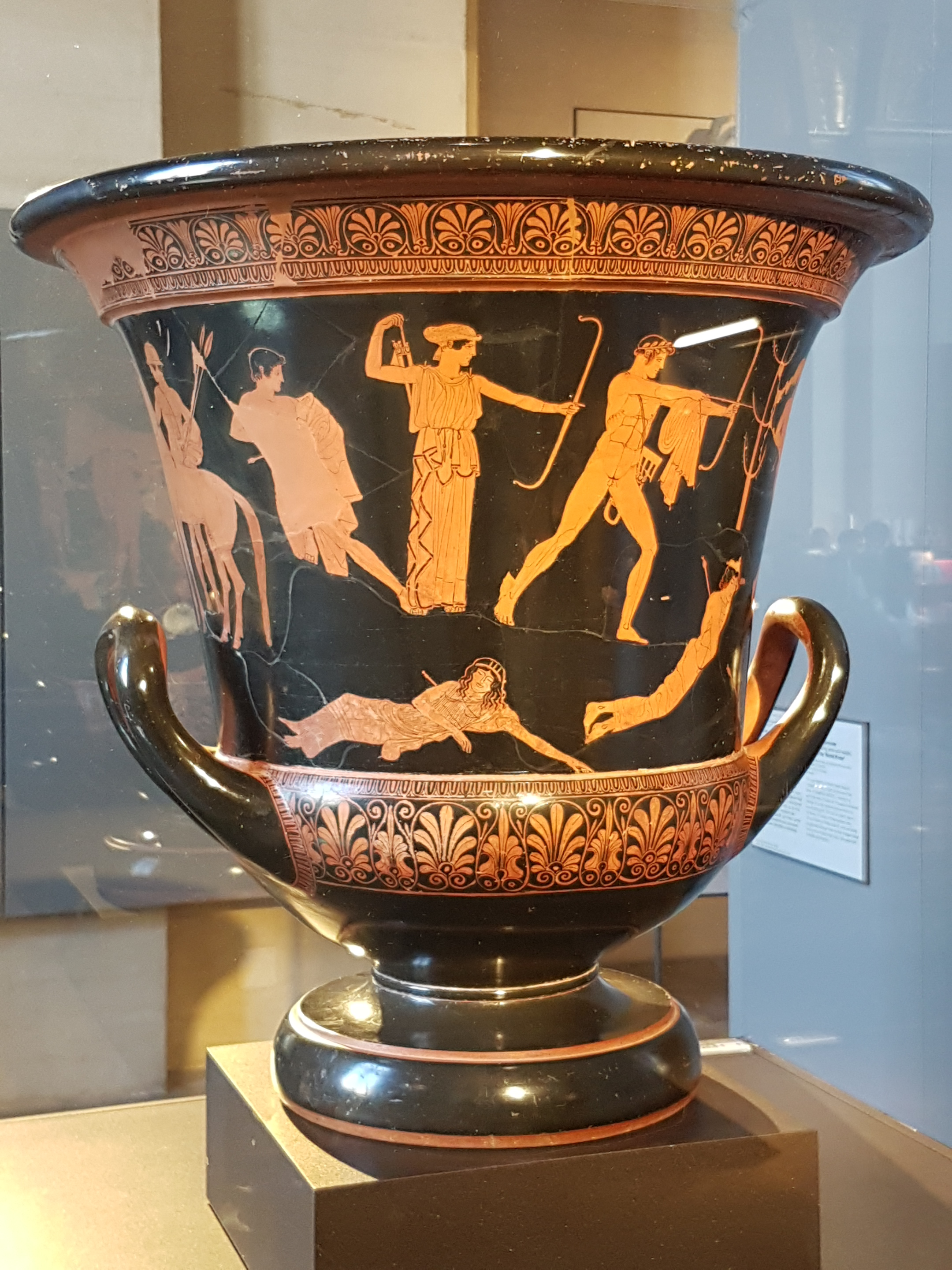
Face A. Massacre des enfants de Niobé par Artémis et Apollon
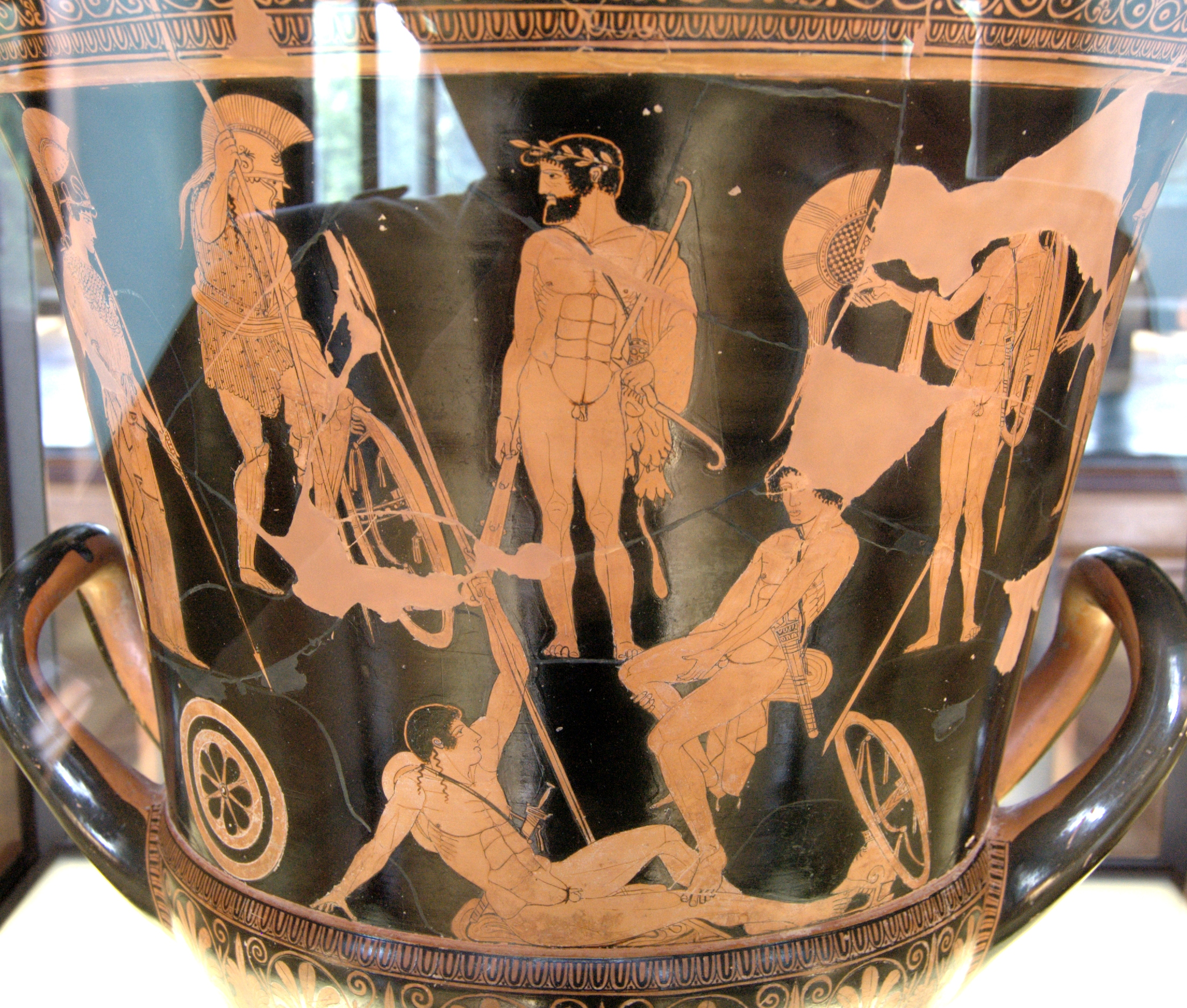
Face B. Les Argonautes (?)[N 10].

Les lécythes, vases funéraires rares, déposés sur ou dans la tombe, sont souvent réalisés sur commande. Cette forme de vase allongé peut recevoir un décor à figures rouges. Dès le Ve siècle, cependant, l'application d'un fond blanc permet de peindre en couleurs avec des effets qui permettent d'évoquer les couleurs de la grande peinture, laquelle était, elle aussi, sur fond blanc. Cependant ces vases sont rares et les couleurs très fragiles. Ils montrent presque toujours les funérailles, et la tristesse, la solitude de ceux qui restent.
L'Italie méridionale voit se développer une production de céramique de qualité, à partir de la fin du Ve siècle, au moment où la céramique à figures rouges décline à Athènes. L'Apulie se met ainsi à produire intensivement une céramique de « style simple », sans excès, et une autre au « style orné », sur des vases de grandes dimensions, aux formes excessives, avec des scènes mythologiques, des monuments en perspective : des scènes complexes rehaussées de couleurs. L'Apulie, avec le style de Gnathia, multiplie les effets de couleurs appliquées avant et après cuisson, sans omettre de jouer avec les petits reliefs, pour des détails coquets. Toujours dans le sud de l'Italie mais plus tardivement, la Campanie produit une céramique inspirée par les grands mythes, dans des scènes à nombreux personnages, dont les superpositions évoquent la profondeur de l'espace et l'intensité, voire le chaos d'un épisode tragique.

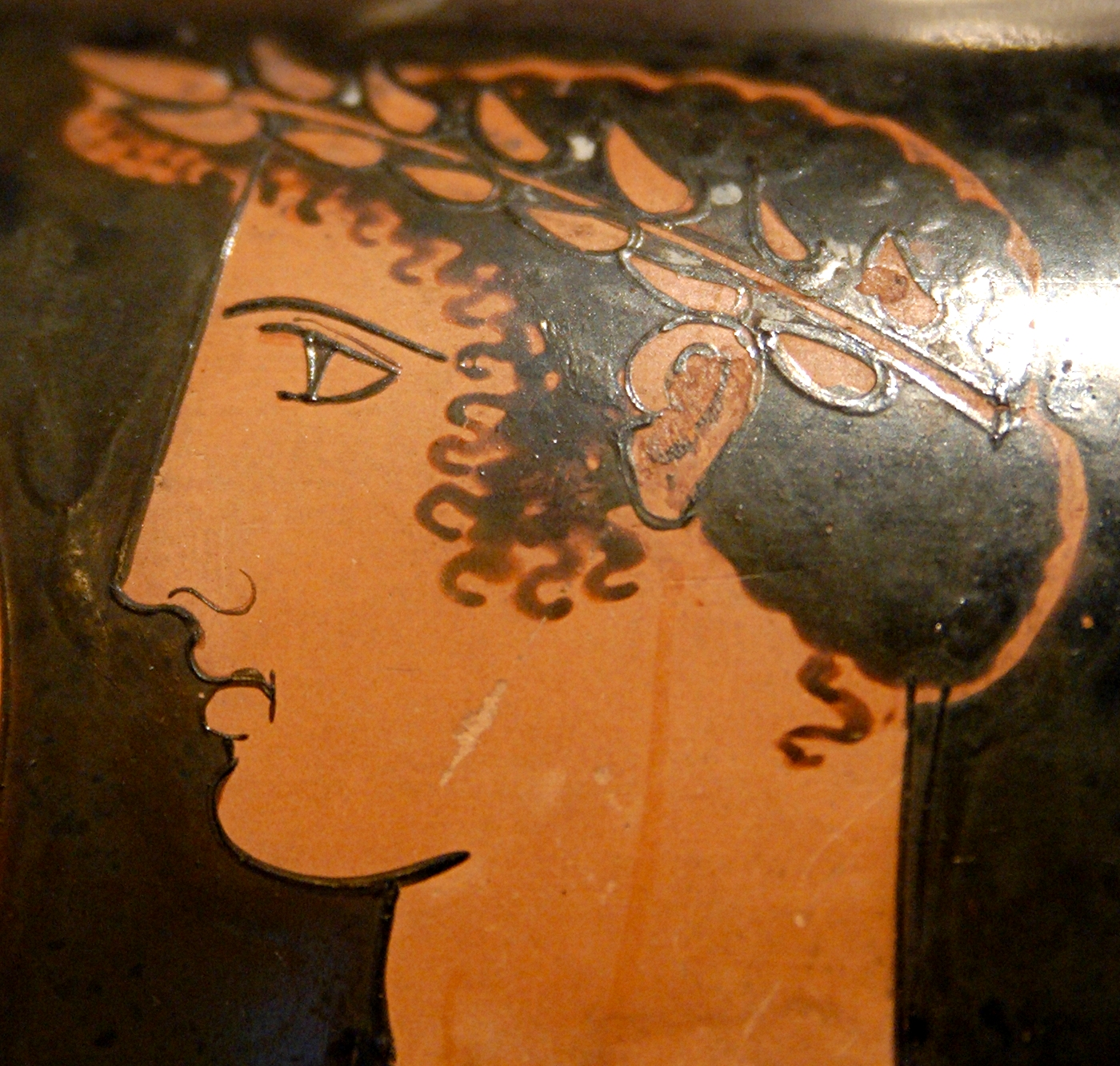
Attribué au peintre des Niobides. Départ du guerrier. Détail d'un cratère à volutes. Vers 460/450. Louvre, Inv. n° G 343
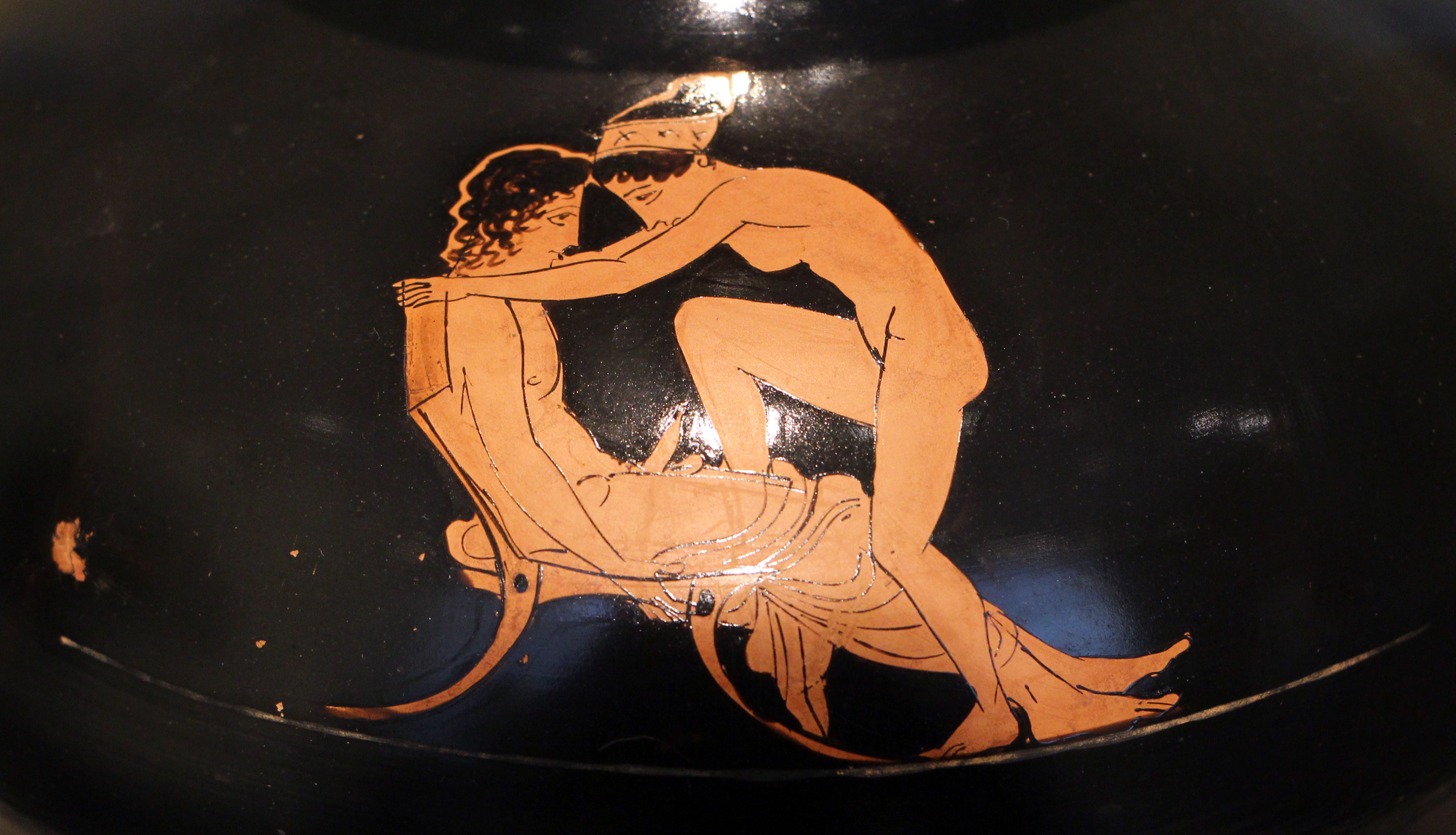
Pichet à vin (œnochoé) à figures rouges du Peintre de Shuvalov (en), v. 440-410. Antikensammlung, Altes Museum, Berlin.
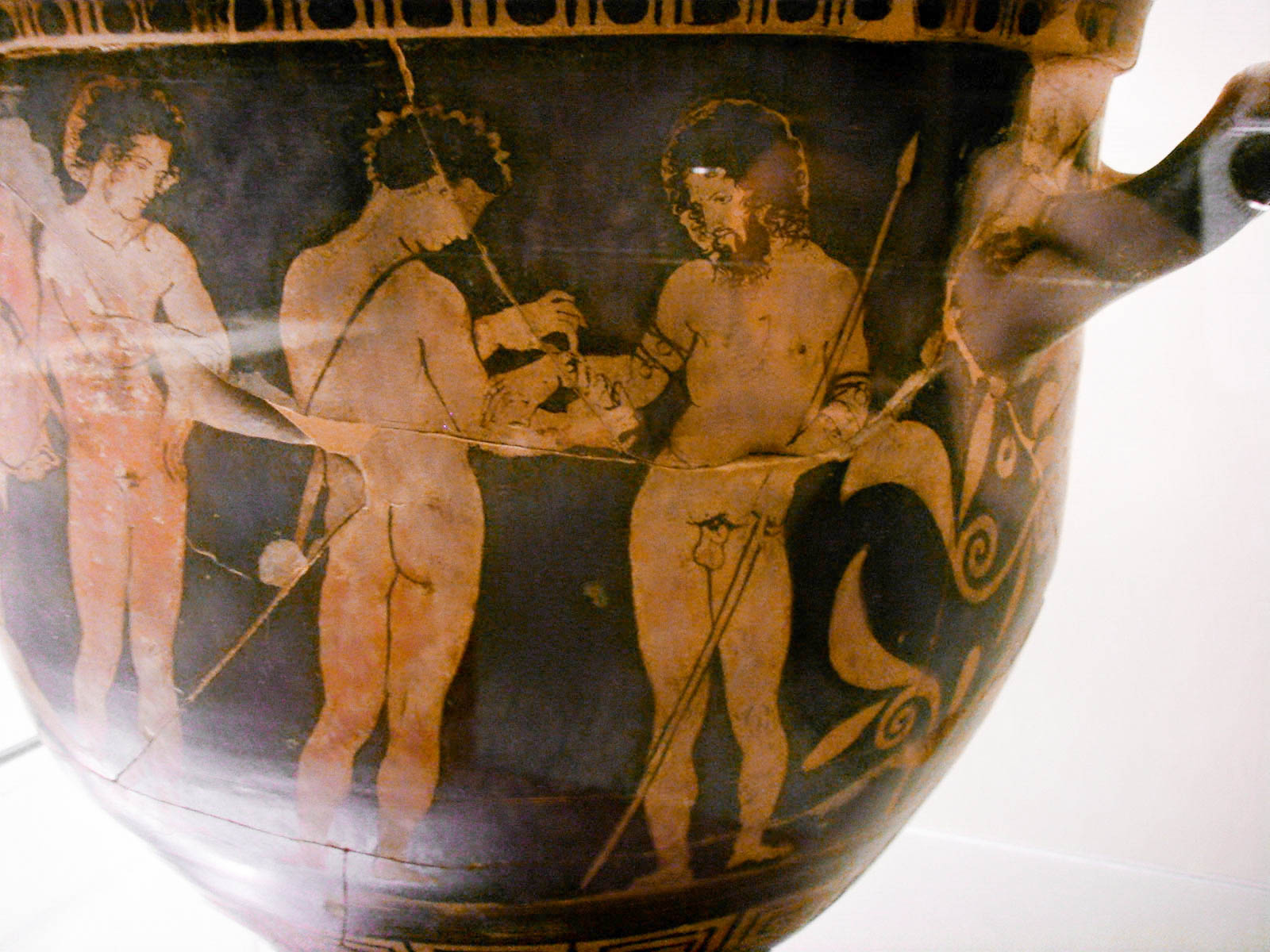
Les Argonautes. Céramique apulienne, cratère en cloche. Peintre des Argonautes, 425-400. Musée archéologique, Florence.
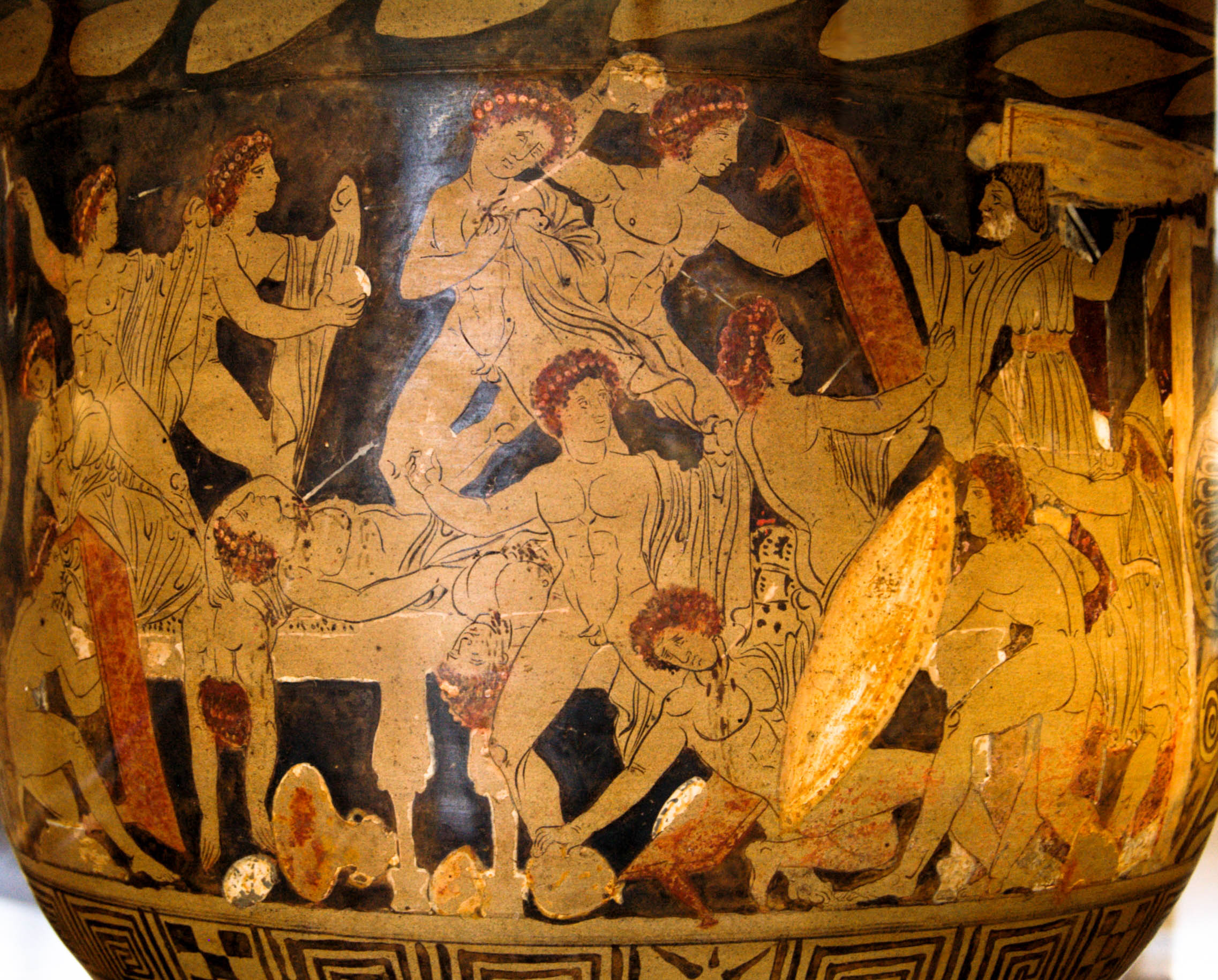
Massacre des Prétendants[51]. Peintre d'Ixion. Cratère de Campanie à figures rouges, rehauts de couleurs diverses v. 330. Louvre.

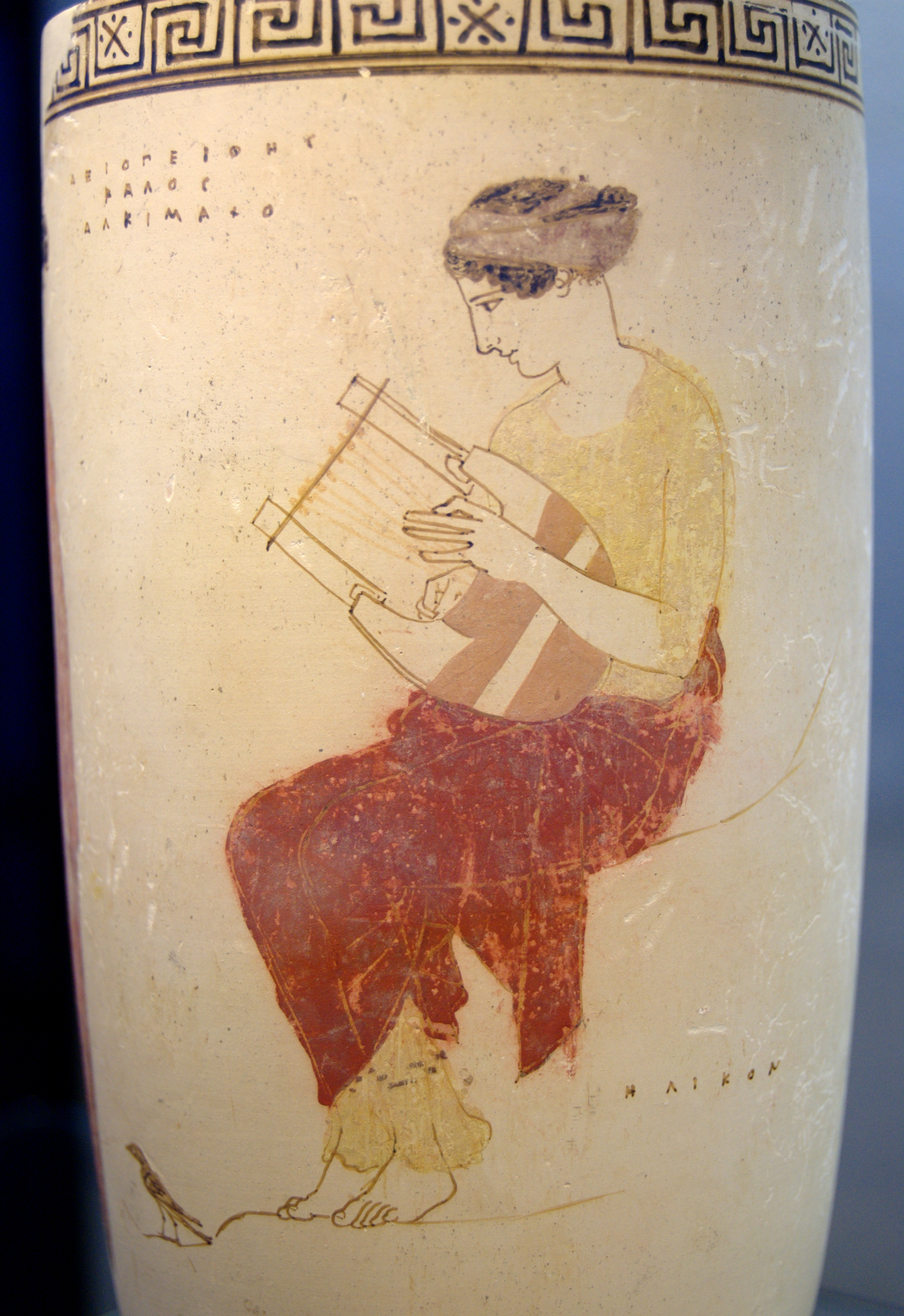
Une Muse tenant une cithare[52]. Lécythe funéraire attique à fond blanc. « Peintre d'Achille ». 440-430. Munich
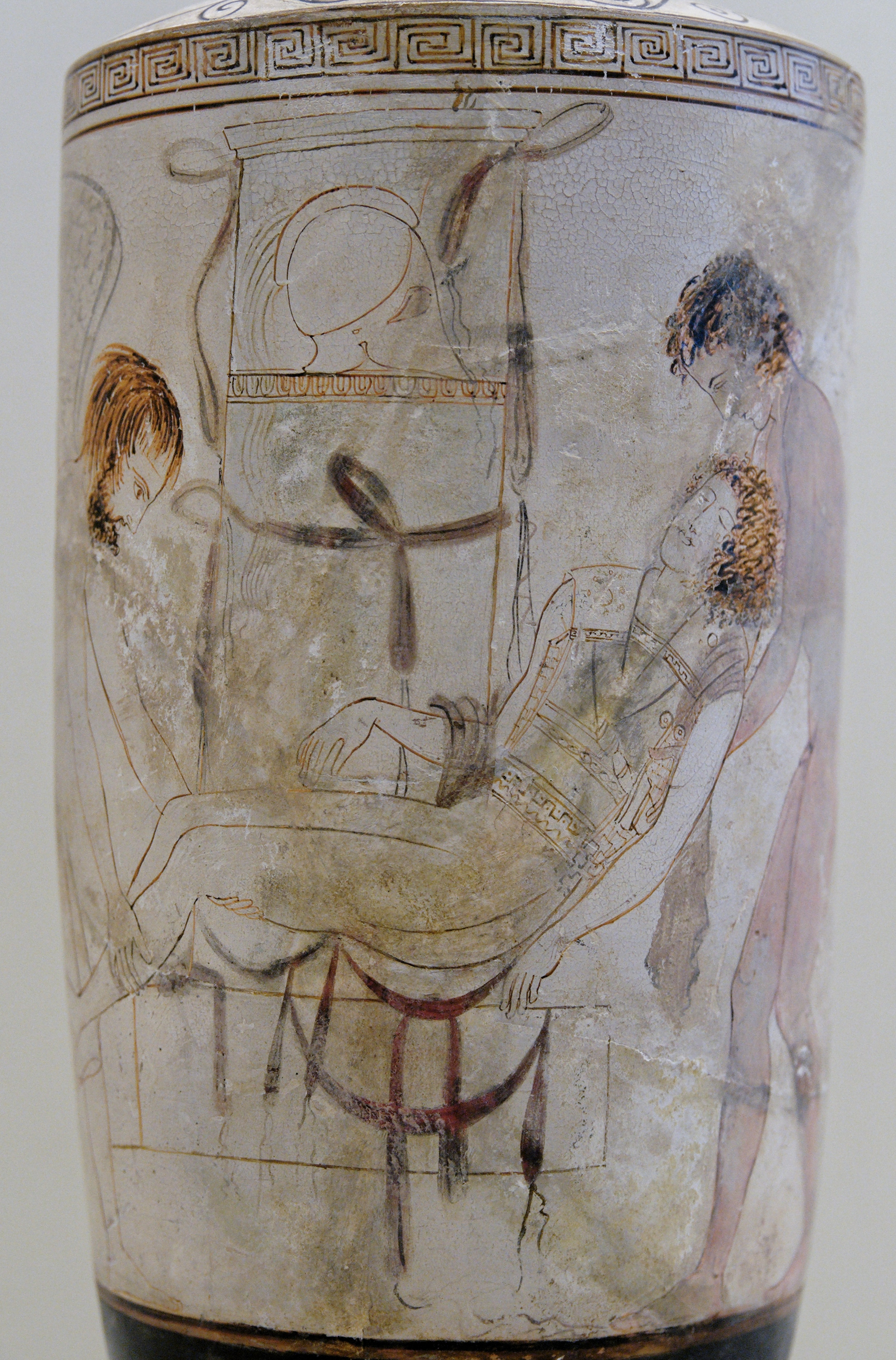
Lécythe à fond blanc du peintre de Thanatos. Transport d'un guerrier mort. v. 440. British Museum.
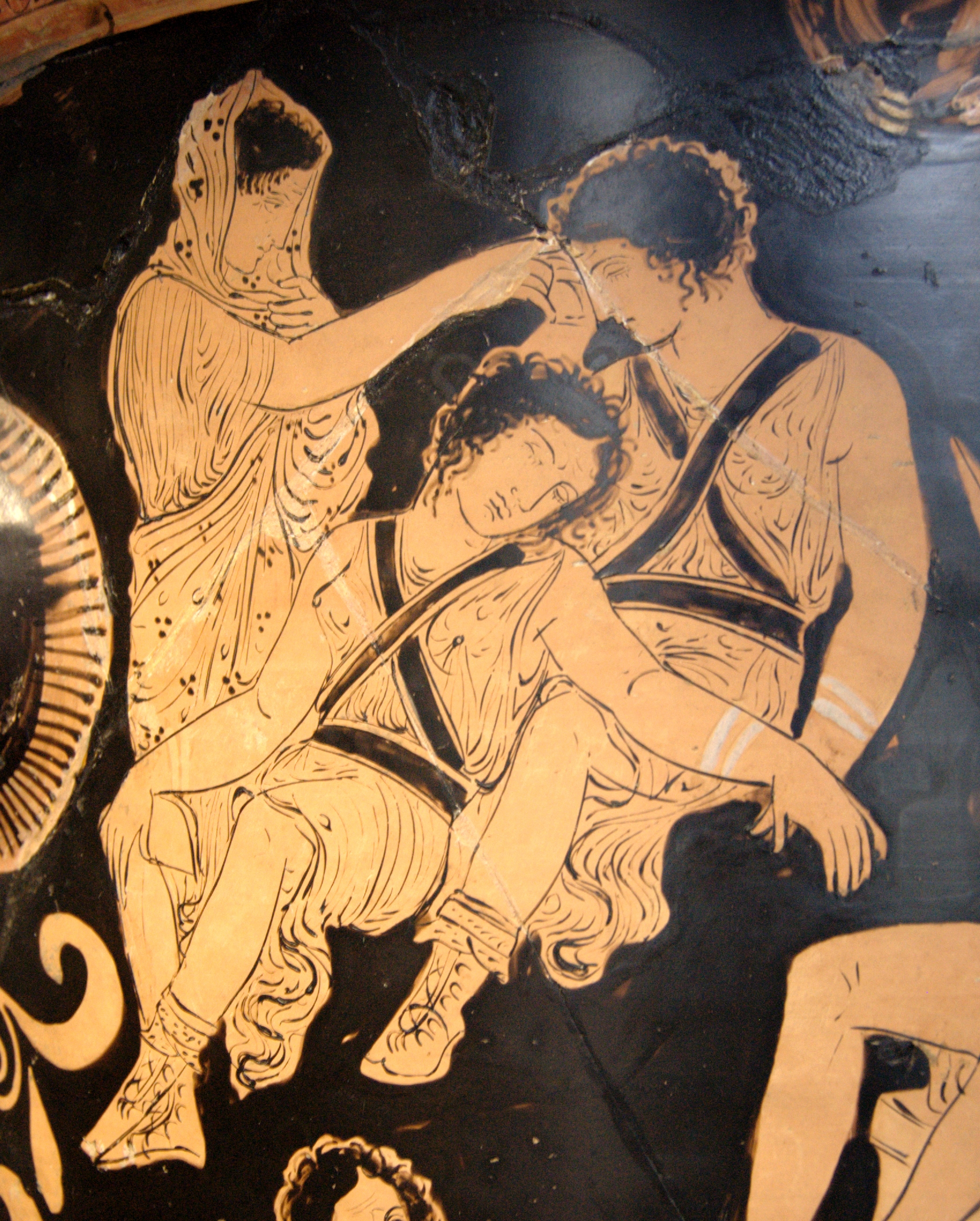
Clytemnestre essayant de réveiller les Érinyes endormies. Peintre des Euménides. Cratère en cloche apulien à figures rouges, 380-370. Louvre
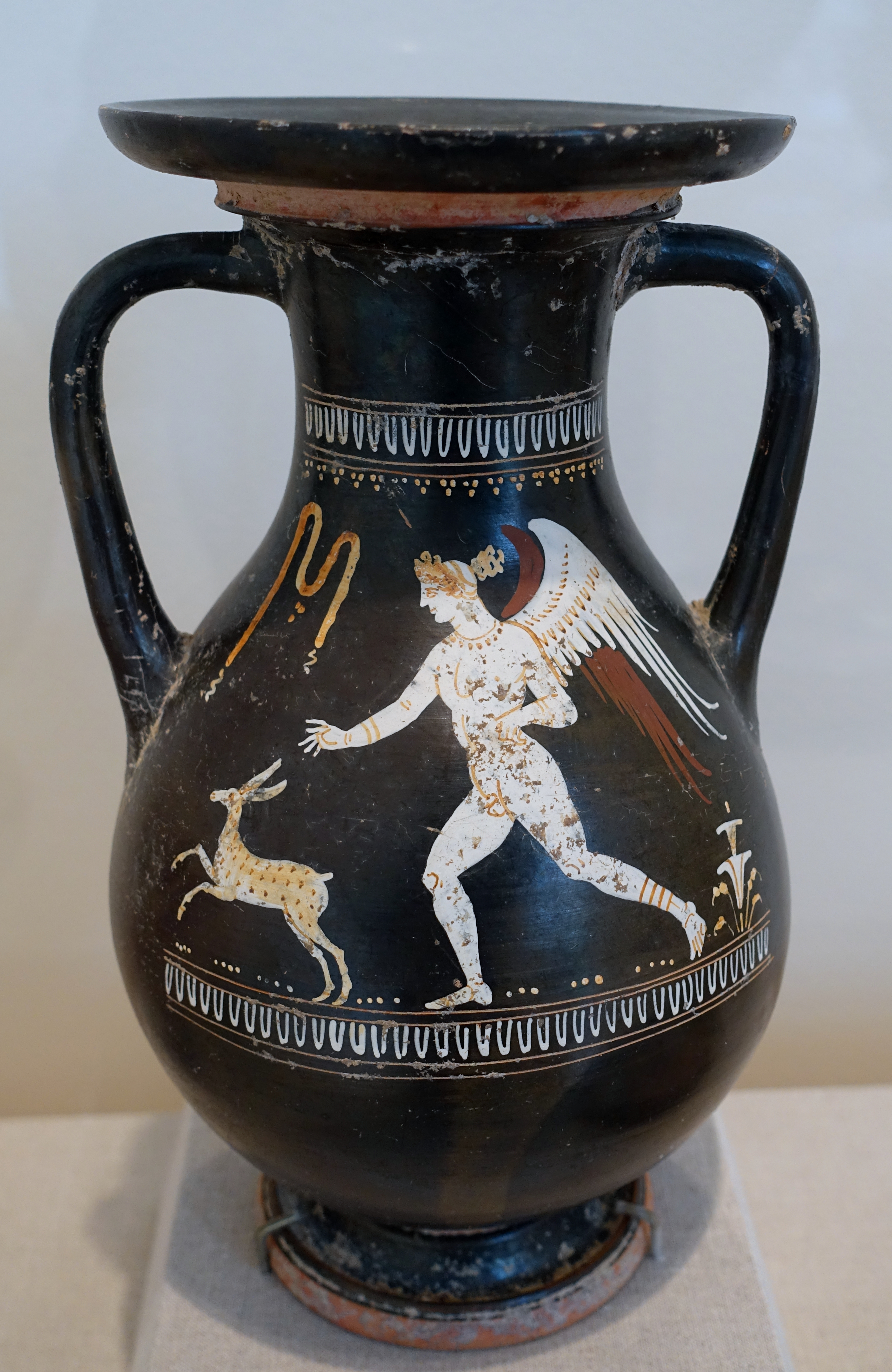
Eros poursuivant un faon. Pelike apulienne, style de Gnathia[N 11], polychrome, 360-300. Austin, Texas
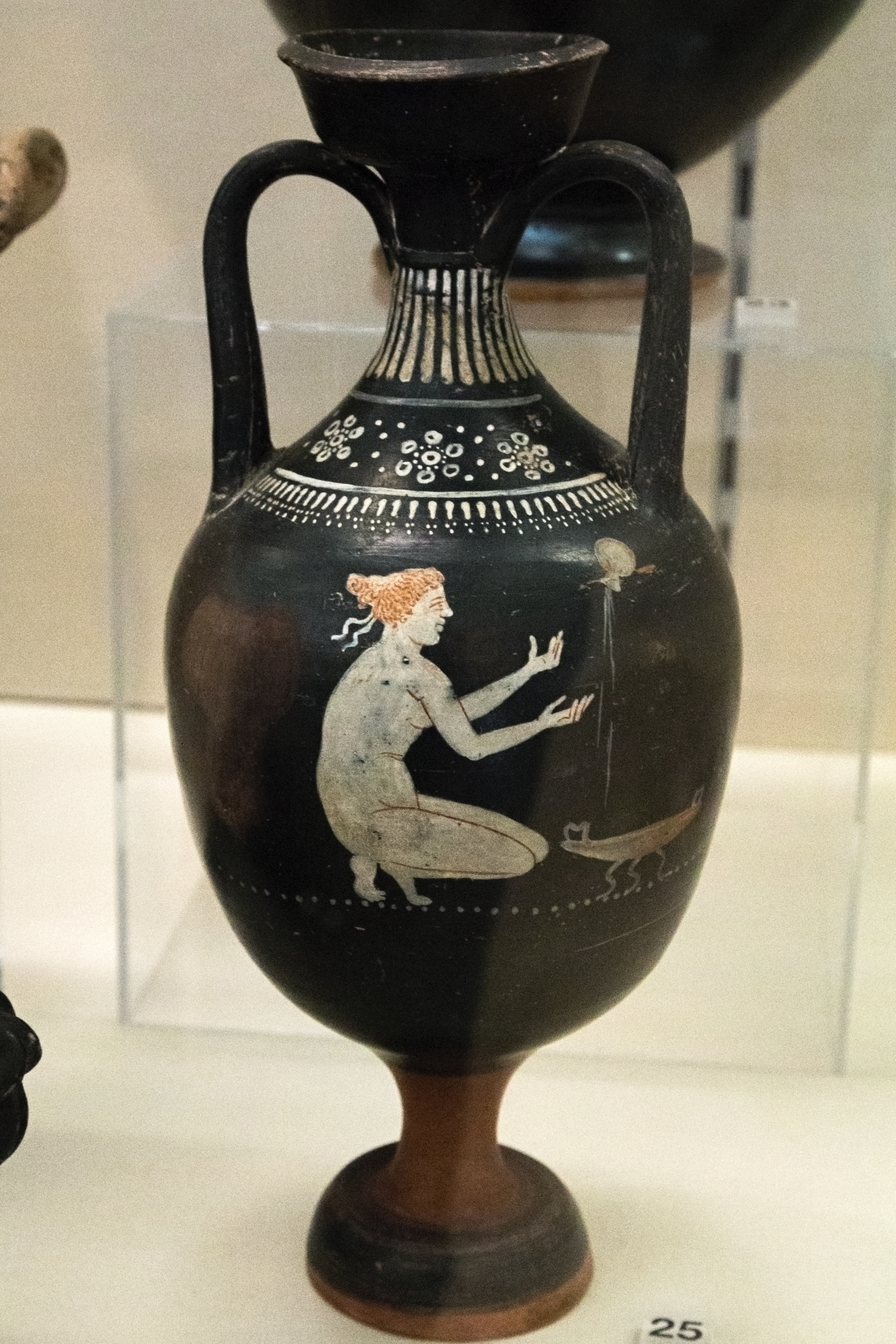
Une jeune fille s'accroupit devant un grand plat qu'on remplit d'huile. Amphore apulienne, style de Gnathia. UCL, Londres.

À la fin de la période classique, pour les céramistes de Grèce, les marchés de l'Italie du Sud et de la Sicile sont perdus lorsque les ateliers locaux, avec les styles « simple » et « orné », connaissent leur pleine production. Parmi ces derniers les vases d'Apulie sont pris de gigantisme et couverts d'un décor chargé, comme la loutrophore attribuée au Peintre du Louvre, qui sert de référence pour ce peintre et qui dépasse les 90 cm de haut. Les ateliers  multiplient alors les scènes à nombreux personnages, détaillées, avec plusieurs couleurs, des petits reliefs et de la dorure. C'est le style de Kertch  (un exemple : l'Hydrie des mystères d'Éleusis, 375-350 du Musée des beaux-arts de Lyon).
Les découvertes, effectuées depuis les années 1970, ont profondément modifié les connaissances sur les relations entre peinture grecque, dans la phase de transition entre le classicisme et la période hellénistique, et la peinture romaine.

## La peinture hellénistique.IVe–Iersiècle

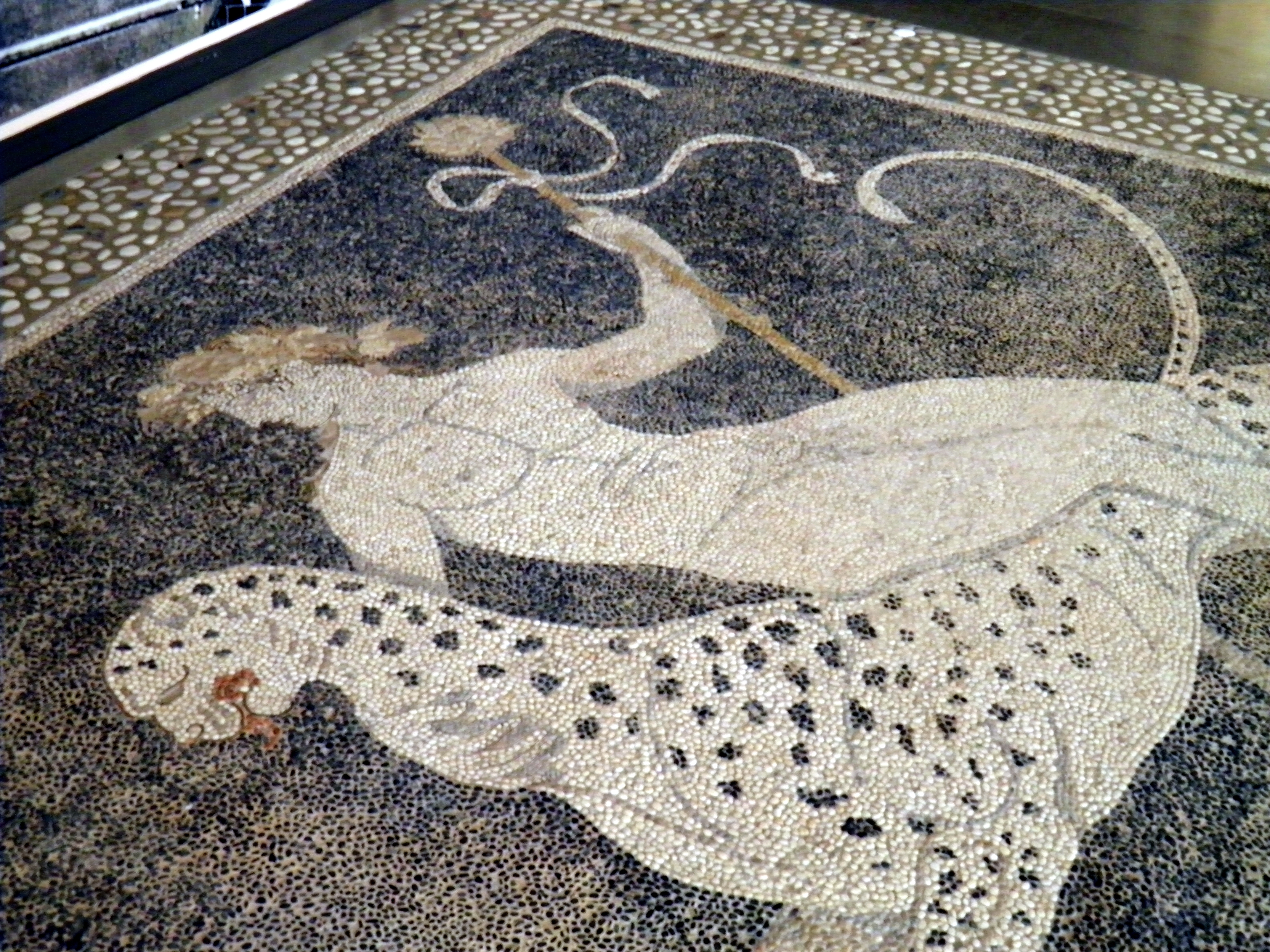
Pella, fin IVe siècle. Mosaïque de Dionysos. Du nez au menton le profil est tracé d'une ligne de plomb.

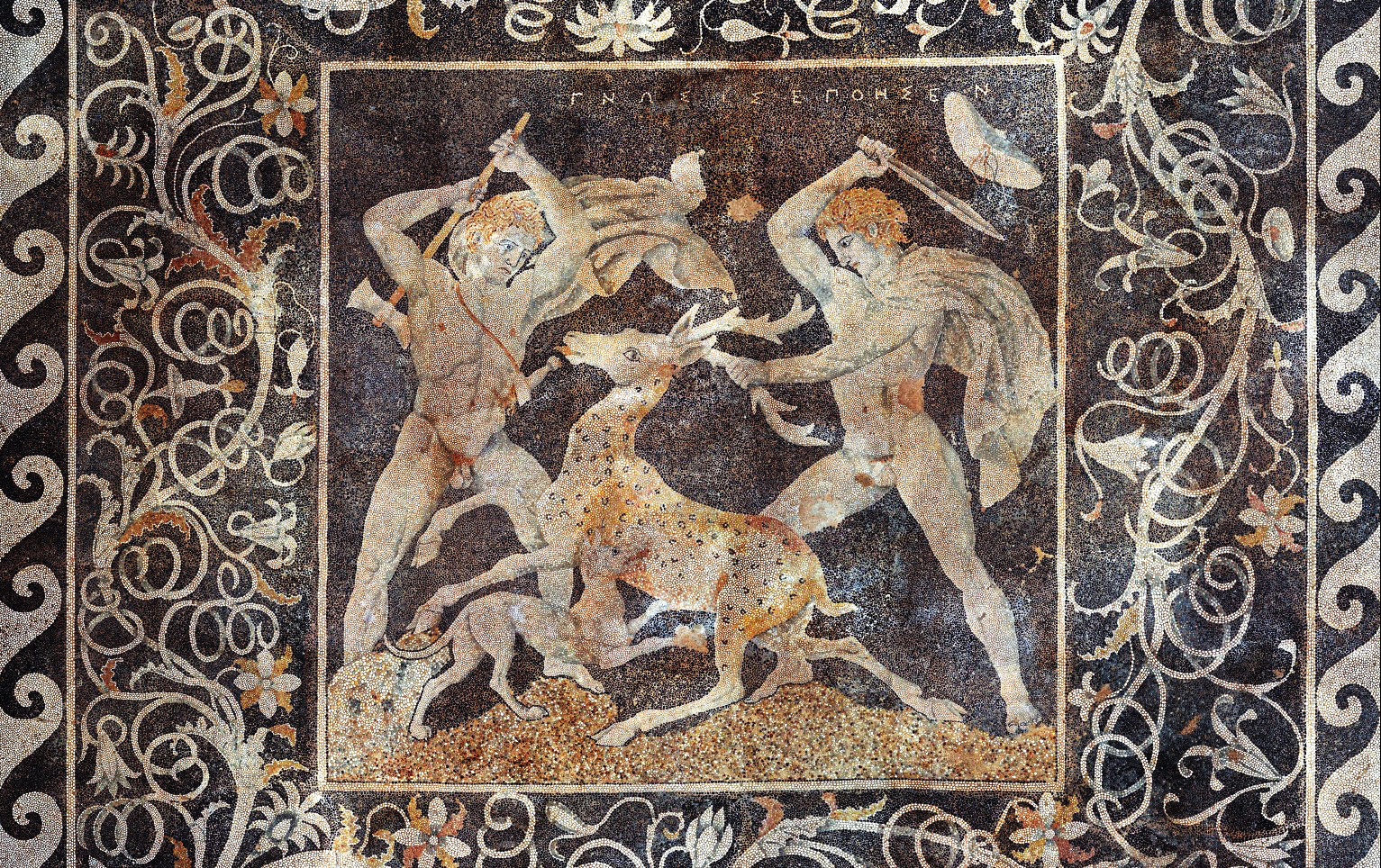
Pella, fin IVe siècle. Maison du rapt d'Hélène. Chasse au cerf.

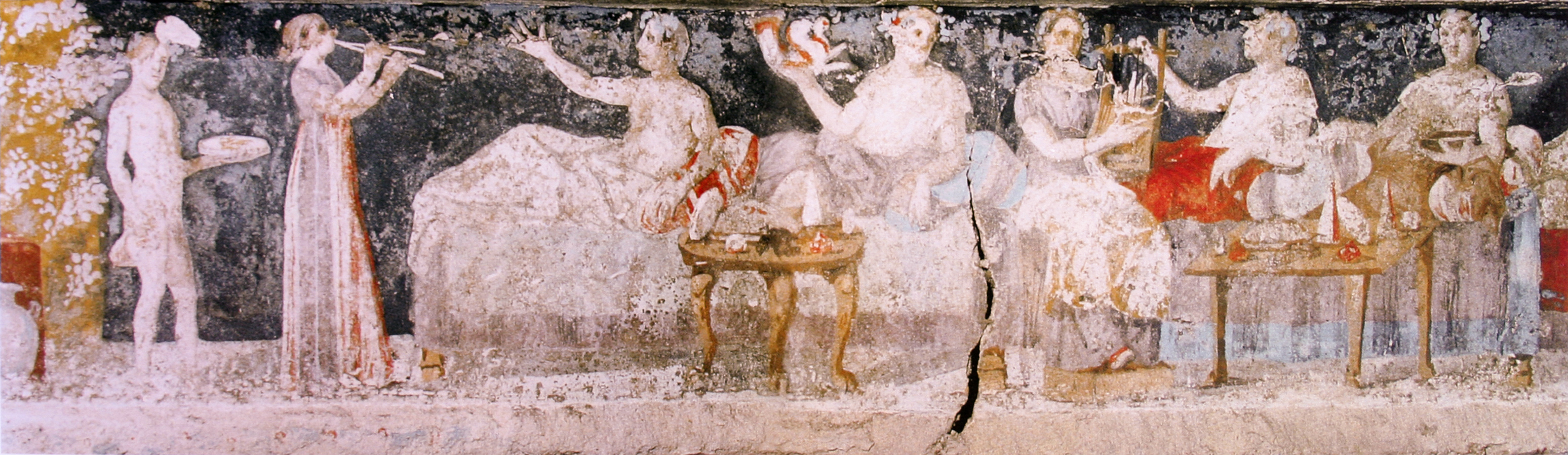
Le Banquet, tombe d'Ágios Athanásios (près de Thessalonique). 325-300. Peinture murale, H. 35 cm. L. 3,80 m.

Avec la découverte en 1831, dans les ruines de Pompéi, de la Mosaïque d'Alexandre, on a pu se faire une idée de ce que pouvait être la grande peinture hellénistique, avec toutes ses nuances d'ombre et de lumière, de clair-obscur. Il s'agissait très certainement d'une copie d'après un modèle hellénistique réalisé, à l'origine, par un très grand peintre. Outre l'intensité de l'action, rendue par l'accumulation des acteurs au premier plan et ceux, bien plus nombreux, à l'arrière-plan suggérés par les lances dressées en rangs serrés c'est l'émotion, sous toutes ses formes, qui se manifeste dans les attitudes contrastées des vainqueurs et des vaincus et par l'expression des visages. Chaque volume témoigne de la maîtrise du clair-obscur. 
Depuis le XIXe siècle on croyait perdues à jamais toutes les grandes peintures, seules quelques copies en mosaïque et les rares fresques d'époque romaine sauvant quelques compositions. La découverte, à partir de 1977, de plus de 70 monuments funéraires en Grèce du Nord, appelés par commodité « tombes macédoniennes », bouleversent cette première image de la grande peinture grecque. 
La tombe dite de "Philippe II de Macédoine" (plus probablement de Philippe III Arrhidée) la tombe dite « de Perséphone », celle du jugement et des palmettes, la tombe de Lyson et Calliclès, la tombe III d'Ágios Athanásios, ou bien encore le tombeau d'Amphipolis, sont parmi les principaux exemples. Leur étude, avec tous les moyens dont on dispose aujourd'hui, permet de retrouver le savoir-faire de ces peintres, jusqu'à leur première esquisse gravée dans l'enduit frais et leurs démarches distinctes. La peinture est parfois posée d'un geste rapide et habile, qui correspond à l'instant du rapt de Perséphone, mais ailleurs, dans une autre tombe, on rencontre un modelé fondu avec une frontalité symétrique, non réaliste, afin de donner, toujours au rapt de Perséphone, un caractère majestueux mais sans l'énergie de la première tombe. 
Par ailleurs le mélange optique est attesté. Le cycle du « sarcophage des Amazones » de Tarquinia offre une gamme de couleurs vives, dont un fond rose et des drapés et boucliers bleu. Le modelé fondu est relevé d'un trait sombre, précis. Quant à la façade de la tombe de Philippe II, elle a surpris tout le monde avec une scène de chasse qui se passe dans un paysage, nettement dessiné par des lignes de montagnes à l'horizon, des arbres variés et un bouquet d'arbres dans les premiers plans, ainsi qu'un amoncellement de rochers. Avant cette découverte la peinture de paysage semblait avoir été "inventée" par les Romains, plus tardivement.
On constate aussi une très grande diversité de pratiques dans les tombes macédoniennes du IVe siècle : la peinture peut être monochrome, rouge, et simplement au trait noir, mais de nombreuses peintures utilisent aussi la « tétrachromie », avec le blanc du fond, voire des retouches de blanc, et les trois autres couleurs, jaune, rouge et noir. Cela dit, une étude plus fine permet de voir que ces artistes mettaient parfois quelques touches de couleurs, comme le rose et le bleu ; enfin d'autres ont une fonction plus décorative et emploient des couleurs plus vives. Avec ces couleurs les peintres produisent des effets de clair-obscur, par la gradation des tons, du plus sombre au plus clair, sur les volumes, en soulignant ainsi l'anatomie et les drapés qui étaient indiquées d'un trait auparavant. Pour réaliser le clair-obscur, toutes les nuances intermédiaires sont obtenues par mélange, mais souvent aussi par juxtaposition ou superposition de couleurs, afin de trouver les nuances voulues. 

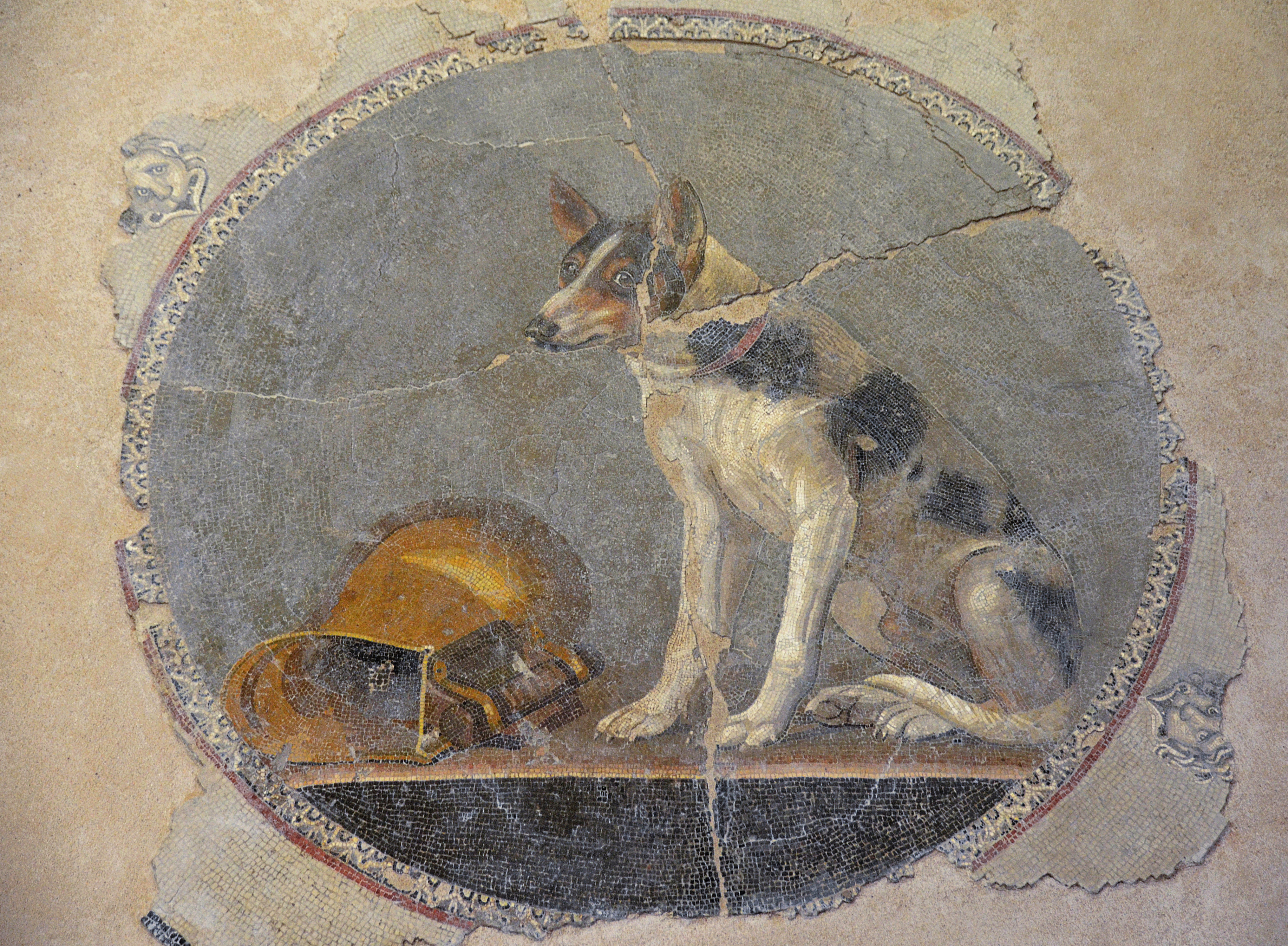
Mosaïque du chien assis. IIe siècle lagide. Bibliotheca Alexandrina, Musée

Le blanc, le rouge, le jaune et le noir sont les quatre couleurs, dont parle Pline l'Ancien, qui furent utilisées par Apelle, entre autres. Ce jeu de quatre couleurs a été retrouvé, transposé sur les bronzes, grâce à une étude fine des bronzes antiques. On se les représente à tort de la couleur du bronze poli, uniformément doré. Mais il existe dans les textes antiques un indice qui suggérait une autre conception du bronze polychrome : l'évocation d'un "bronze noir". On en a retrouvé la trace : un encrier de Vaison-la-Romaine, dans lequel se rencontrent le fameux noir (du cuivre-patiné avec un composant d'or qui maintient un noir permanent), paradoxalement), le rouge (le cuivre pur), le jaune (en laiton ou en or), et le blanc (de l'argent). 
Ainsi les bronziers transposaient les conventions de la grande peinture classique, sa « tétrachromie », dans ce qui était leur domaine de compétence, le bronze. Les mosaïstes faisaient de même, comme on peut le voir dans la Mosaïque d'Alexandre. Allant jusqu'à transposer les traits noirs en lignes de plomb, dans le Dionysos de Pella, et les coups de pinceau du peintre en files de tesselles pour obtenir un meilleur rendu de la lumière sur les volumes. Tous ces procédés ajoutés au réalisme du dessin renforçaient l'effet d'illusion. À l'époque hellénistique d'autres couleurs sont présentes dans les tombes de l'élite macédonienne, comme un bleu vif obtenu par un bleu sur un fond gris. Dans les peintures hellénistiques, donc, la gamme est plus étendue, comme le bleu et le vert, dans les mosaïques et dans certaines céramiques peintes a tempera.
Avec des moyens plus réduits, la peinture polychrome sur céramique témoigne d'un savoir commun entre ces artistes et les céramistes-peintres (ou des peintres spécialisés en céramique), comme à Tanagra en Béotie, voire à Centuripe, en Italie du Sud. De telles proximités se retrouvent aussi lorsque l'on compare les résultats d'analyses effectuées sur les peintures murales et sur les marbres, qu'il s'agisse d'un trône ou d'une statue. Il peut s'agir de superpositions de couches plus ou moins fines ou de l'usage d'une peinture à l'œuf (tempera à l'œuf), parfois pour produire des couleurs nuancées par la transparence de la couche superficielle. 

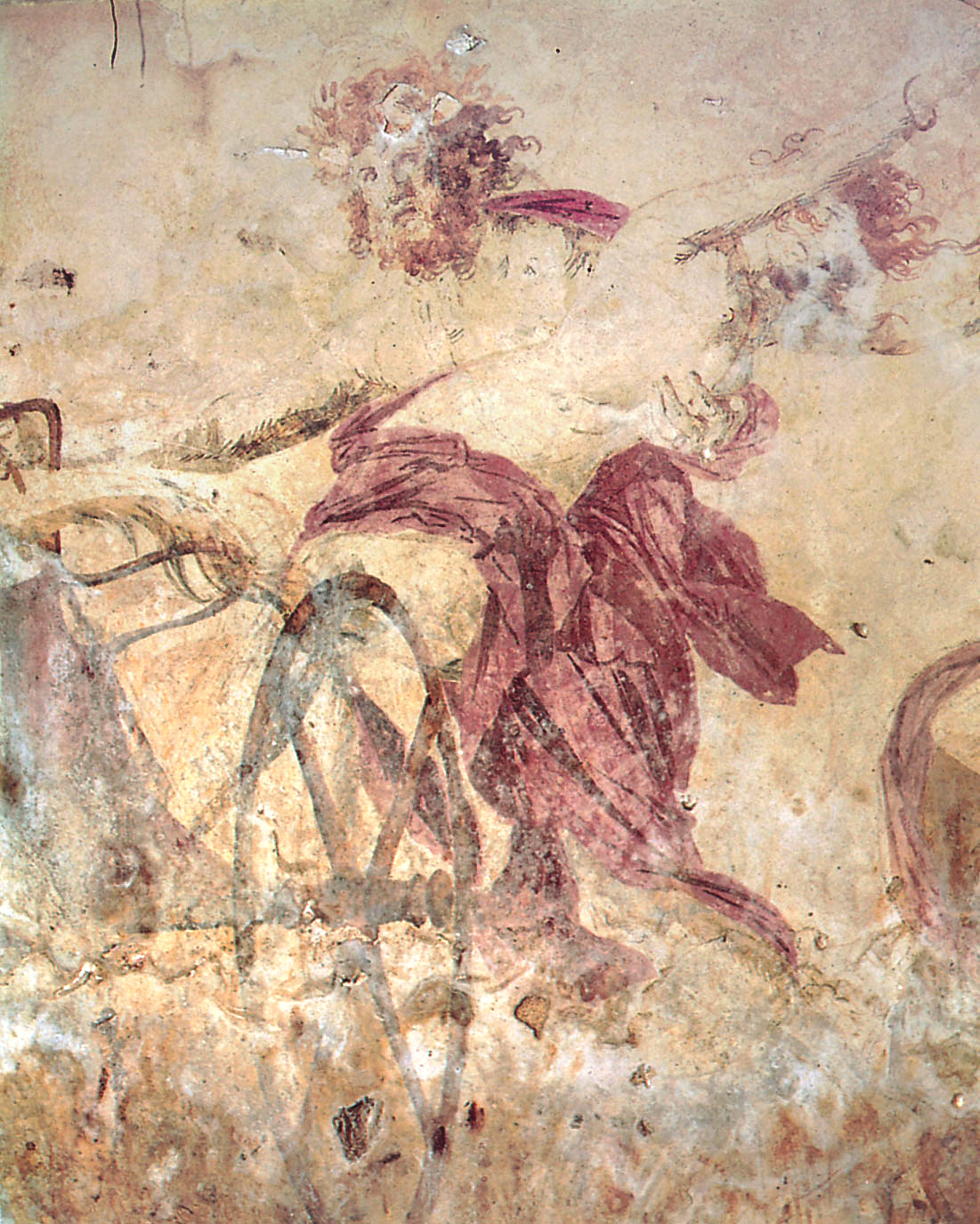
Rapt de Perséphone par Hadès. Peinture murale, détail v. 350. Tombe dite « de Perséphone ».
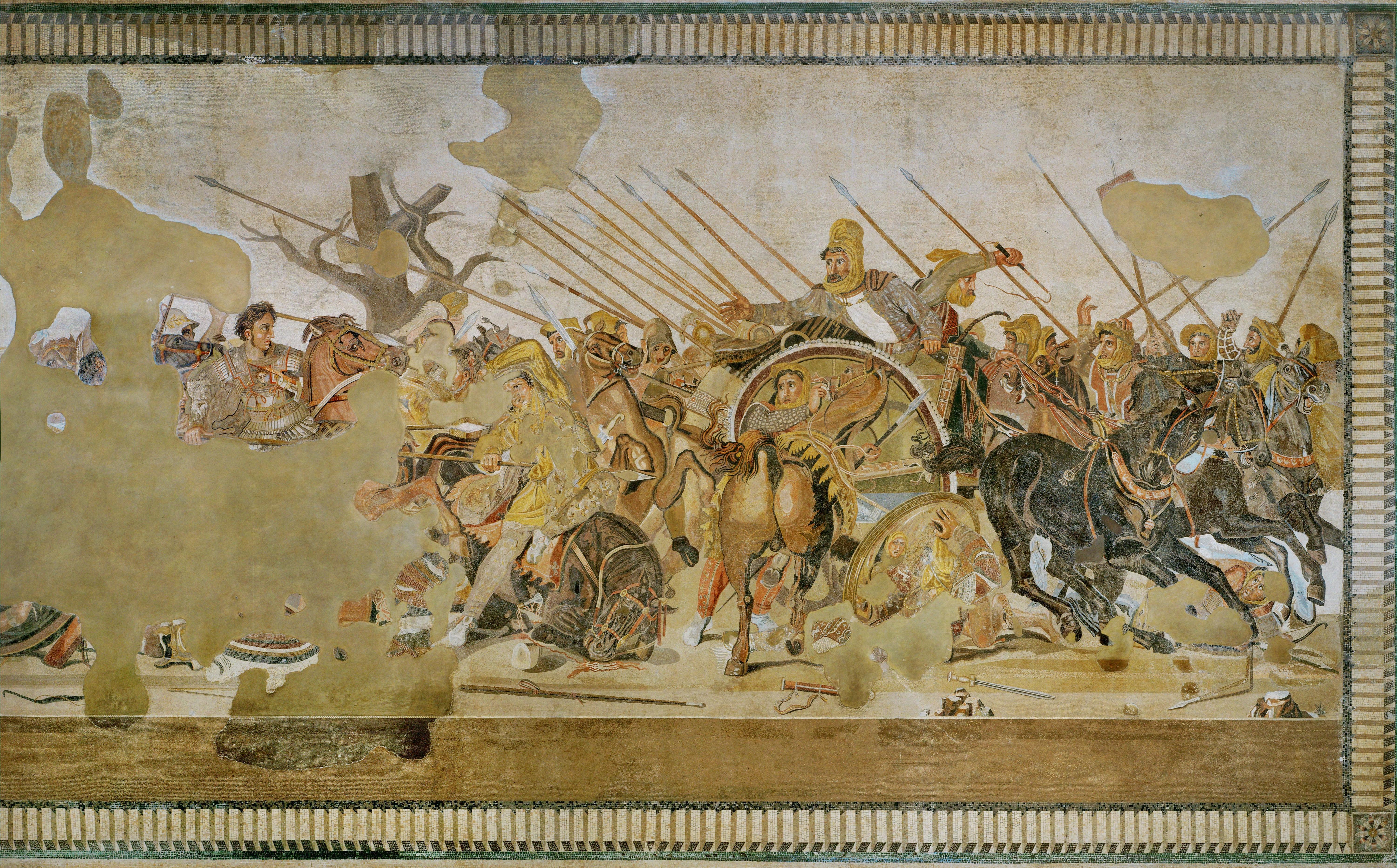
La Mosaïque d'Alexandre[75]. Mosaïque de sol, copie romaine d'après la peinture de Philoxénos d'Érétrie[76] (fin du IVe siècle). Naples MNArch
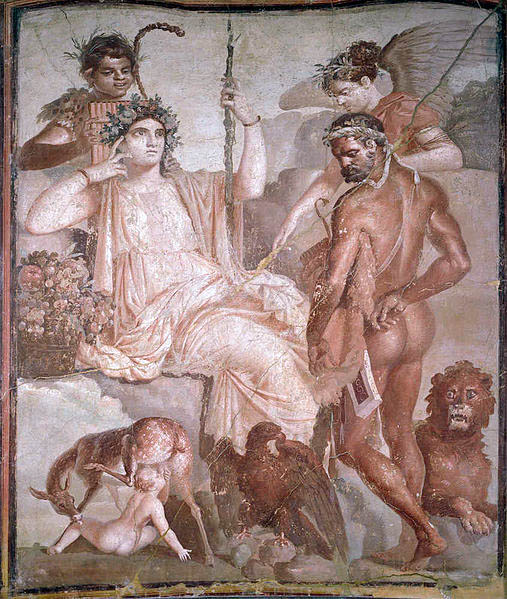
Télèphe et Héraclès (original grec début IIe siècle). H. 2,16 m. Fresque d'Herculanum, Naples MNArch
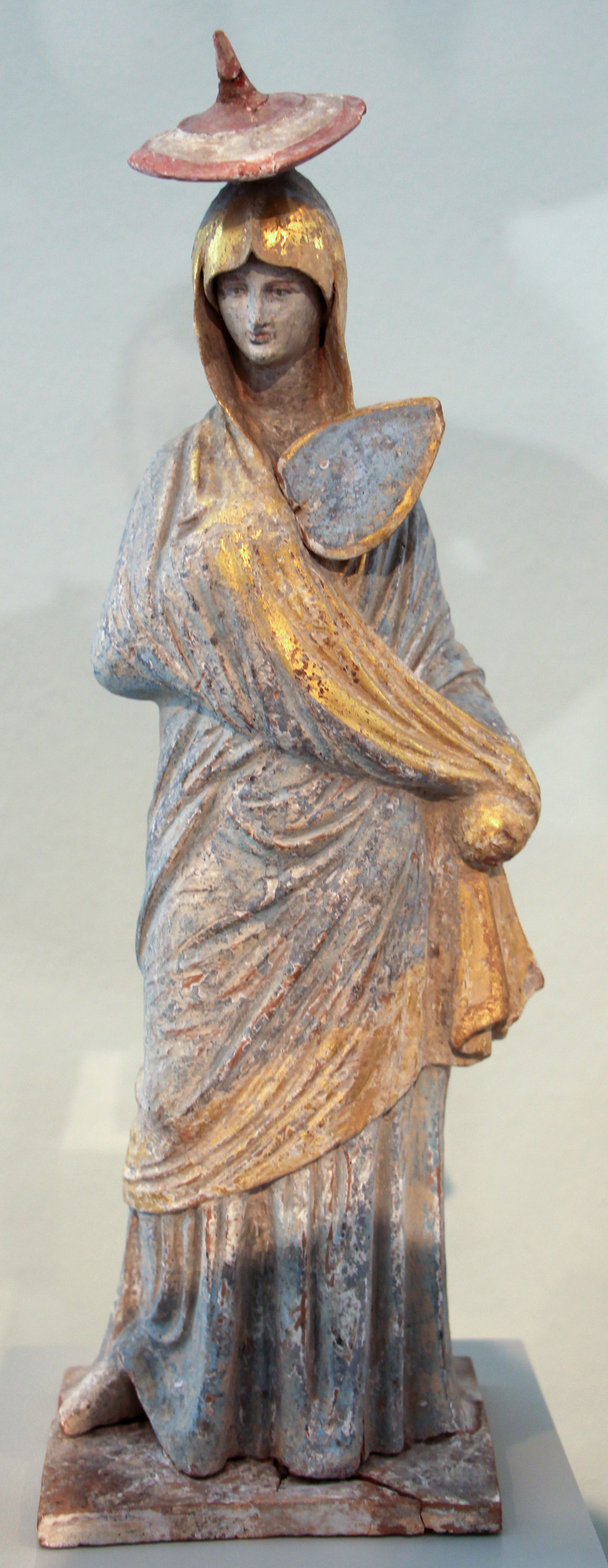
Une « Dame en bleu »[77]. Statuette de Tanagra, 335-300. Terre cuite peinte et dorée, H. 34 cm. Altes Museum
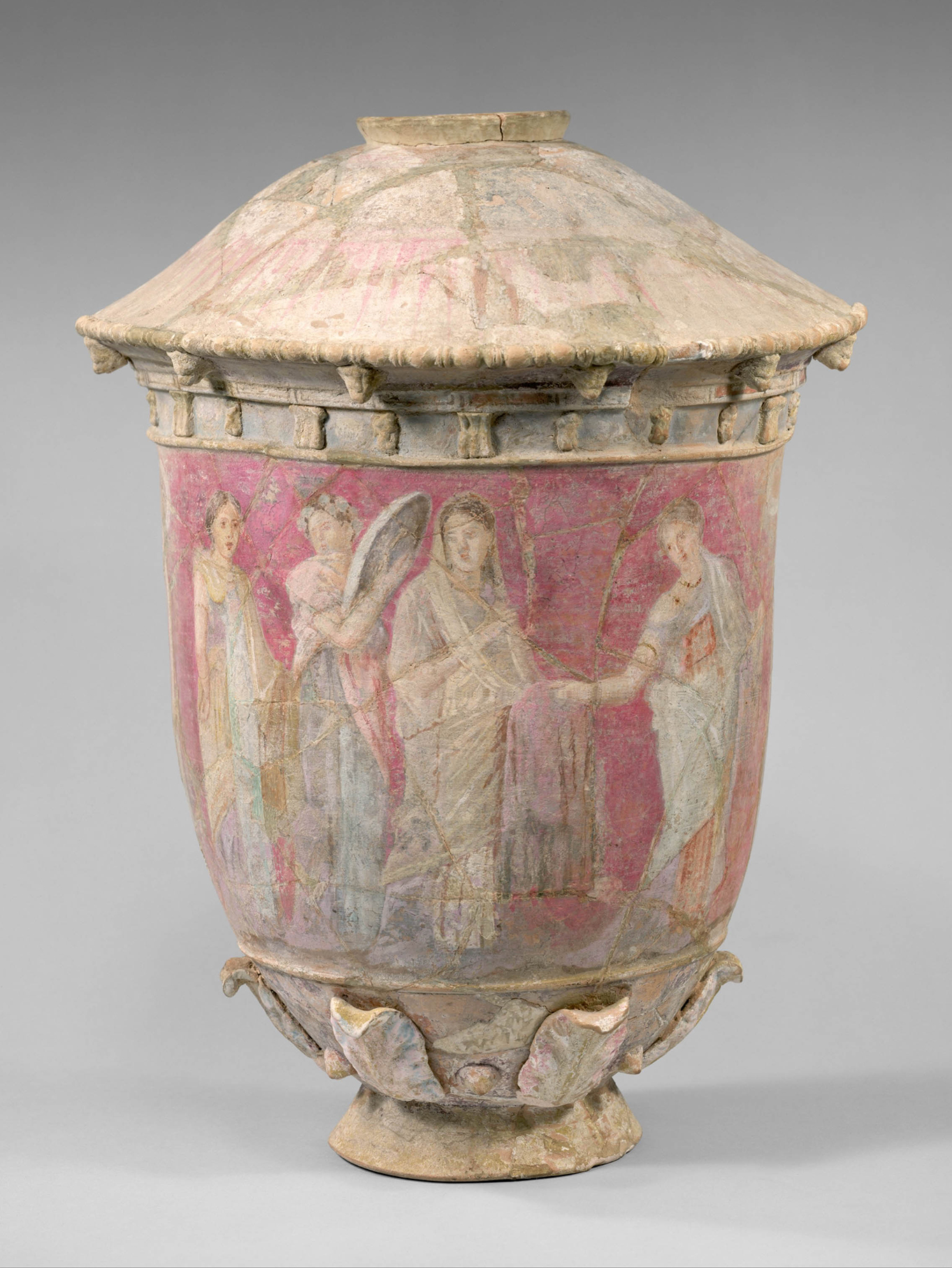
La mariée et ses servantes. Vase funéraire[N 13]. Centuripe IIIe – IIe siècle. H. 39 cm. Décor polychrome peint après cuisson. Met